# Ondárroa
Ondárroa (oficialmente en euskera: Ondarroa) es una villa y municipio de la provincia de Vizcaya en el País Vasco, España. Pertenece a la comarca de Lea-Artibai y al partido judicial de Guernica y Luno. Cuenta con una extensión de 3,6 km² y una población de 8 179 habitantes, según el baremo de 2023 del INE. Ostenta los títulos de Muy Noble y Leal Villa.

## Toponimia
La etimología más habitual que se da al nombre de Ondárroa es la de 'boca de arena', que proviene de hondar = 'arena', ahoa = 'boca'. Aunque la regla de aho, 'boca', es posible en casos como Ugao, Sestao y Bilbao, en el caso de Ondárroa es oha, no ahoa, de manera que la palabra original tendría que haber sido *Ondarraoa. Es mucho más simple otra interpretación de su nombre, proviniendo este de Ondarrola (siendo ola un sufijo para denotar abundancia muy común: Urkiola, Aretxola, Pagola, Artola, etc.) En tal caso su significado sería 'arenal' o 'playa'.

## Geografía

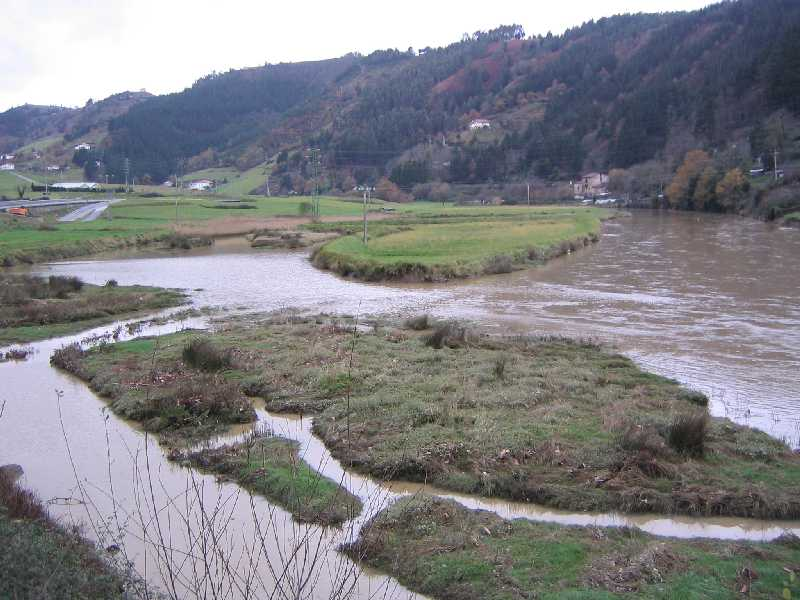
Marismas del barrio de Rentería

La propia etimología de Ondárroa, «boca de arena» o «arenal» (ondar), explica su naturaleza geográfica.
Aunque en la antigüedad el casco antiguo de la villa se asentara en la laderas de los montes de la margen izquierda del río Artibai, en donde al igual que en la margen derecha, predominan grandes bancos de calizas (periodo Albiense-Cenomaniense), que se inclinan hacia el mar, la Ondárroa moderna se asienta en los grandes bancos de arena que se formaron en la ría del Artibai. Esta característica es fácilmente reconocible en su estructura urbana. En la parte más interna del municipio, en el barrio de Rentería, limítrofe con Berriatúa, se pueden encontrar materiales más antiguos y duros, pertenecientes al Cretácico Inferior. La zona de la costa está formada por fuertes acantilados como el de Peña Fraile, camino a Lequeitio.
Las cumbres de la accidentada geografía ondarresa son: Arrigorri (158 m), Santa Cruz (336 m), Arrikunzalde (400 m), Kalamendi (314 m), Urzelai (212 m) y Mustutxuru (147 m); este último, a espaldas del núcleo de Ondárroa.
Ondárroa se fundó como villa en las tierras pertenecientes a la anteiglesia de Berriatúa. En 1974, Berriatúa, se anexiona a Ondárroa; anexión que duró hasta 1983, en la desanexión se modificaron los límites entre ambas entidades.

### Límites
Al norte con el mar Cantábrico, al este con Motrico ya Guipúzcoa, al sur y al oeste con Berriatúa.

### Hidrografía
El Artibai es el principal río que cruza y conforma la localidad vizcaína. Procede del monte Oiz, creando en la desembocadura una pequeña ría, que llega hasta la localidad de Berriatúa, que está rodeada de arenales que en la actualidad están ocupados en su totalidad por la estructura urbana. El Zaldu y el Amalloa, pequeños afluentes del Artibai, son los otros accidentes hidrográficos reseñables. El Artibai forma una marisma a la entrada de Ondárroa. Aunque está muy deteriorada, todavía es apreciable.
La ría del Artibai se abre en una bahía que se forma desde el pequeño cabo conocido como Arta Punta y las peñas de Saturrarán, al lado derecho de la desembocadura, y entrada al puerto, se ubica la playa de Arrigorri. La antigua extensión de arena y marisma que ocupaba los márgenes de la ría están ocupadas hoy por la trama urbana y el puerto. En el otro extremos de la bahía desemboca el pequeño riachuelo Mijoa y a su lado, en la orilla derecha, se abre la playa de Saturrarán, ya en Motrico. La costa a ambos lados de la bahía se abre la rasa mareal formada por el flysch que recorre la costa vasca y que toma especial relevancia entre las vecinas localidades guipuzcoanas.

### Barrios
Los barrios que junto al núcleo urbano integran el municipio son Rentería, convertido en el principal núcleo industrial junto al cercano polígono industrial de Gardotza ya perteneciente a Berriatúa, y Gorozika, totalmente rural, donde se pueden apreciar algunos caseríos de gran interés por su antigüedad.

## Historia

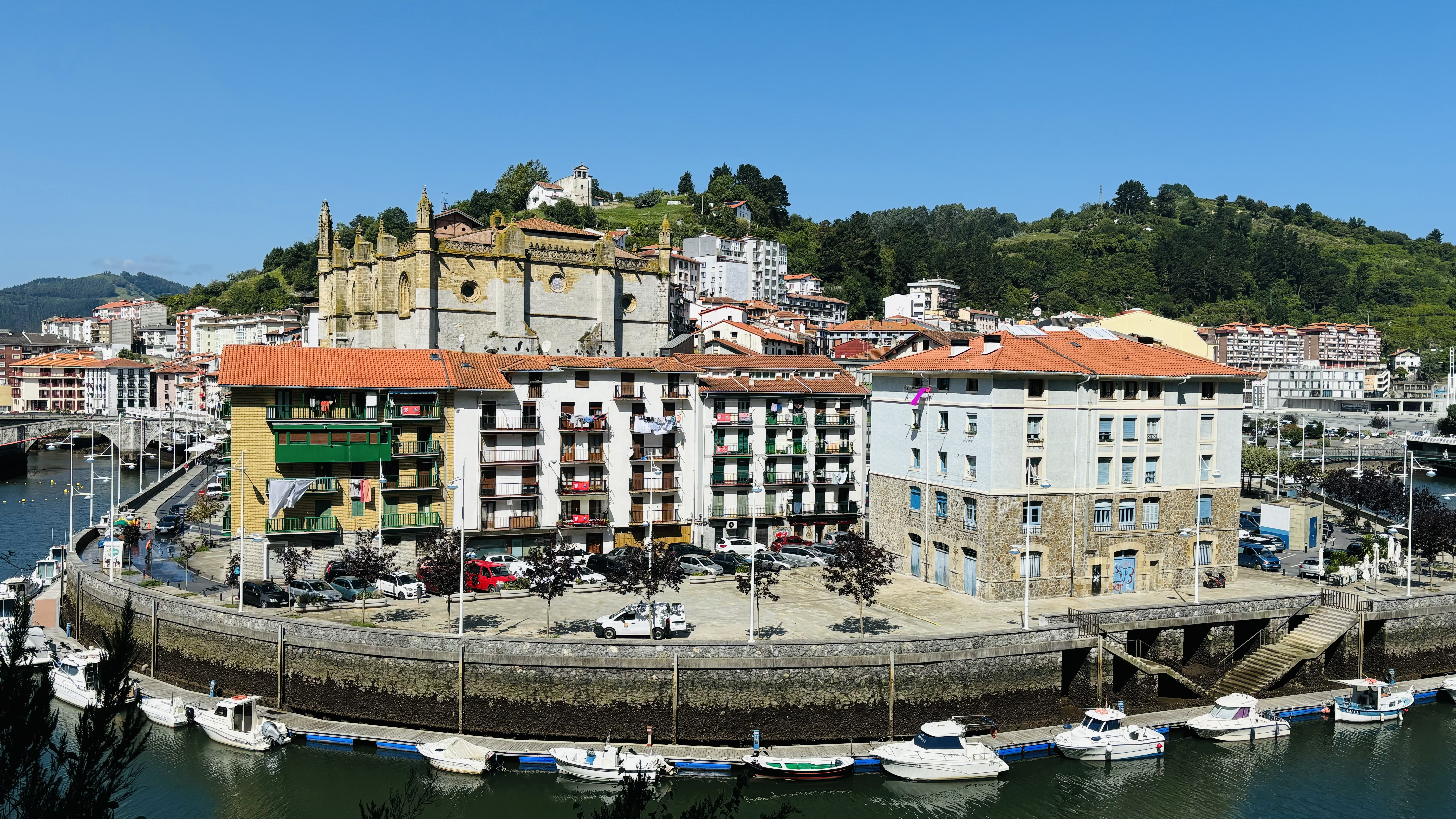
Calle Kafeko atze y ría, antiguo puerto fluvial ondarrés. Se aprecian; el «puente viejo» (en primer término), el edificio de la antigua cofradía de pescadores de San Pedro (a la derecha), la iglesia parroquial de Santa María (en el centro de la imagen) y la ermita de la Antigua (en la parte alta de la imagen)

Las evidencias habitacionales halladas en el territorio municipal de Ondárroa son unos restos de cerámica romana, datados entre los siglo I y V, hallados en solares de las actuales calles Iparkale e Iparragirre que se ubican en el noroeste del recinto que se considera derivado del núcleo medieval, paralelos al cauce de la ría y muy cerca del nivel de marea. Se estima que son restos de recipientes relacionados con las pesca y el comercio asociado al uso de las calas y sitios de abrigo de la costa por las embarcaciones romanas.
La primera referencia documental en la que figura el nombre de Ondárroa data del año 1027 en la que en una escritura de señalamiento y restauración del Obispado de Pamplona el monarca Sancho Garcés III, Sancho el Mayor, rey de Pamplona-Nájera, describe que uno de los límites llega hasta Deva y de allí a Gorozika de Ondárroa.
El 28 de septiembre de 1327 María Díaz de Haro extendió en la localidad navarra de Estella la carta puebla de Ondárroa; la redactó el escribano de Bolívar, Juan Íñiguez. La nueva villa se establecía en tierras de la anteiglesia de Berriatúa y se le daba el fuero de Logroño, como el resto de las villas del Señorío de Vizcaya. En la carta puebla se recoge que 

...lo que en la hermandad de Ondárroa fue propiedad de Pedro González de Arancibia, y lo adquirió por permuta de los labradores con él.

 haciendo referencia a la familia Aranzibia que era una de las nobles de esta parte del Señorío de Vizcaya con procedente de la casa de Arancibia. Juan Núñez de Lara y su mujer doña María confirmaron en 1335 el privilegio de fundación y dispusieron lo necesario para que fuera amurallada.
El rey Alfonso XI concedió en 1335 a Ondárroa la explotación del tráfico realizada por el puente de madera que cruzaba el Artibai (justo en el lugar donde hoy se levanta el que se conoce como «puente viejo» que se realizó en el siglo XVIII) e incorporó el barrio de Rentería, «la Rentería de Aramallo», a la villa. En este barrio, a unos dos kilómetros de la boca de la ría, se ubicó el puerto primitivo.
En 1351 formó parte, junto a Bilbao, Plencia y Lequeitio de una Liga contra Inglaterra, que había ocupado Bayona y Biarritz. El tratado de paz se firmó el 21 de diciembre de 1353 en Fuenterrabía.
A finales del siglo XV, la villa de Ondárroa sufre un devastador incendio con motivo de las guerras banderizas. Las fuentes no concuerdan en la fecha concreta del mismo, que se apostilla haber ocurrido en 1462-1463 o en 1472-1473. En cualquier caso, está documentado que sus habitantes solicitaron a Enrique IV la exención de parte de los impuestos ya que la villa se hallaba «yerma de todo punto», petición que fue concedida otorgándole a Ondárroa privilegios como compensación por los servicios prestados a la Corona. Dicho tratado fue ratificado posteriormente por los Reyes Católicos.
En el censo del año 1514 se define la villa como conformada por las calles Iperkale (literalmente "calle del Norte"), Goikokale (literalmente "calle de Arriba"), Kale Haundi (literalmente "calle Mayor o Grande") y Erribera (literalmente "ribera") y los barrios de Rentería, Gorocica y Arriaga (también llamado de Asterrika) con una población de 167 "fogueras" (hogares, cada foguera equivale a 4 personas) ocupadas y 21 vacías, lo que da una población estimada de 668 habitantes.
En 1462 se construye la iglesia de Santa María que pasa a ser la parroquia sustituyendo al saltuario de la Virgen de la Antigua. Esta nueva iglesia se construye en el lado izquierdo de la ría, sobre una plataforma soportada por una base de piedra sobre el arenal. Rodea al edificio, de carácter gótico borboñes, un pasillo que se dispone a modo de balcón sobre la ría denominado "Korreta". La nueva iglesia configura la estructura urbana creando una plaza donde convergen las calles principales. En ese lugar, ya en el siglo XIX se alzaría, sobre la portada de la iglesia, el ayuntamiento.
En 1638 la villa acudió a socorrer a San Sebastián cercada por los franceses y junto con los aportes de otras villas vizcaínas vencieron a estos apresando 3 barcos y 30 hombres.
El 28 de agosto de 1794, en la guerra del Rosellón (guerra de la Convención), los franceses entraron a la villa y provocaron un incendio que destruyó una parte importante de la villa. También saquearon la iglesia parroquial. Las tropas francesas avanzaron desde el camino de Gorozica y Berriatua y a la altura del monte Kalamendi se enfrentaron a las tropas que defendían Ondárroa comandadas por Pedro Bretón, alférez de fragata de la Real Armada, Juan Joseph de Churruca, capitán de una de las compañías de Berriatua, Joseph María de Arauco y Juan Bautista de Oleaga, cura de Rigoitia, que resistieron hasta que se les acabaron las municiones, retirándose hacia Lequeitio y Ulestia. Dieron Ondárroa por perdida ya que consideraron que ante la fuerza de los franceses no tenían nada que hacer. Comandados por Pedro de Bretón sacaron de Ondárroa los pertrechos que pudieron y dejaron que los franceses entraran en la villa. La tropa vizcaína tuvo 6 muertos, 3 heridos y cuatro prisioneros mientras que la francesa, 9 muertos y cinco heridos. Los franceses quemaron 9 casas en Berriatua y todas, menos una, de las de Ondárroa, donde solo quedaron en pie la iglesia y la ermita de la Antigua, siendo estas saqueadas y profanadas. Violaron y mataron gente, se llevaron como prisioneros a 20 vecinos de Ondárroa.
La importancia de la villa en 1800 queda evidenciada por los cinco beneficiados a entera ración y uno a media (el que ejercía de sacristán) que servían en la iglesia. Las ermitas estaban dedicadas a Nuestra Señora de la Antigua, primitiva parroquia, San Juan de Gorozika, Santa Clara, en la Ribera, y la Piedad.

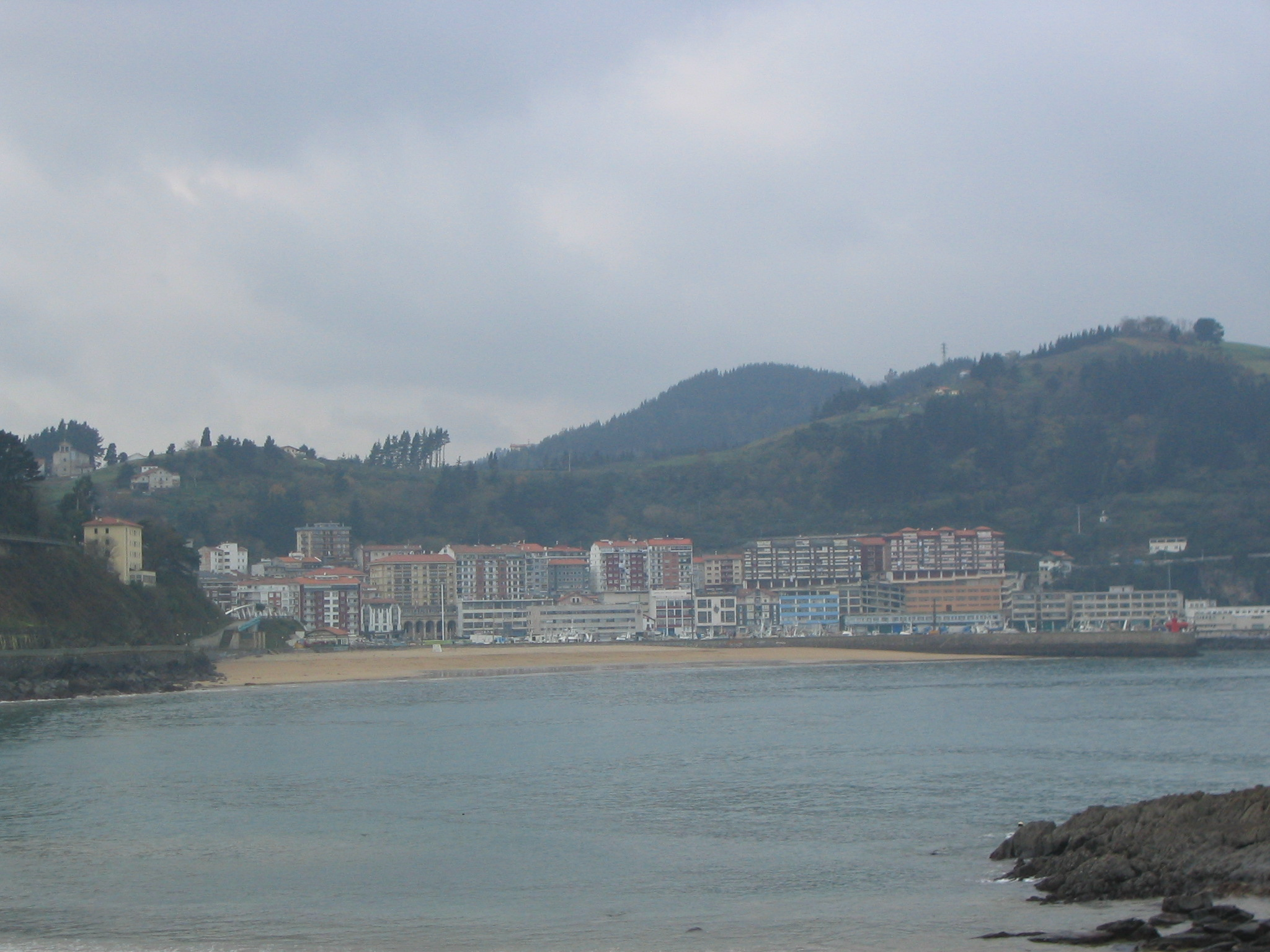
Al fondo, Arrigorri; la playa de Ondárroa

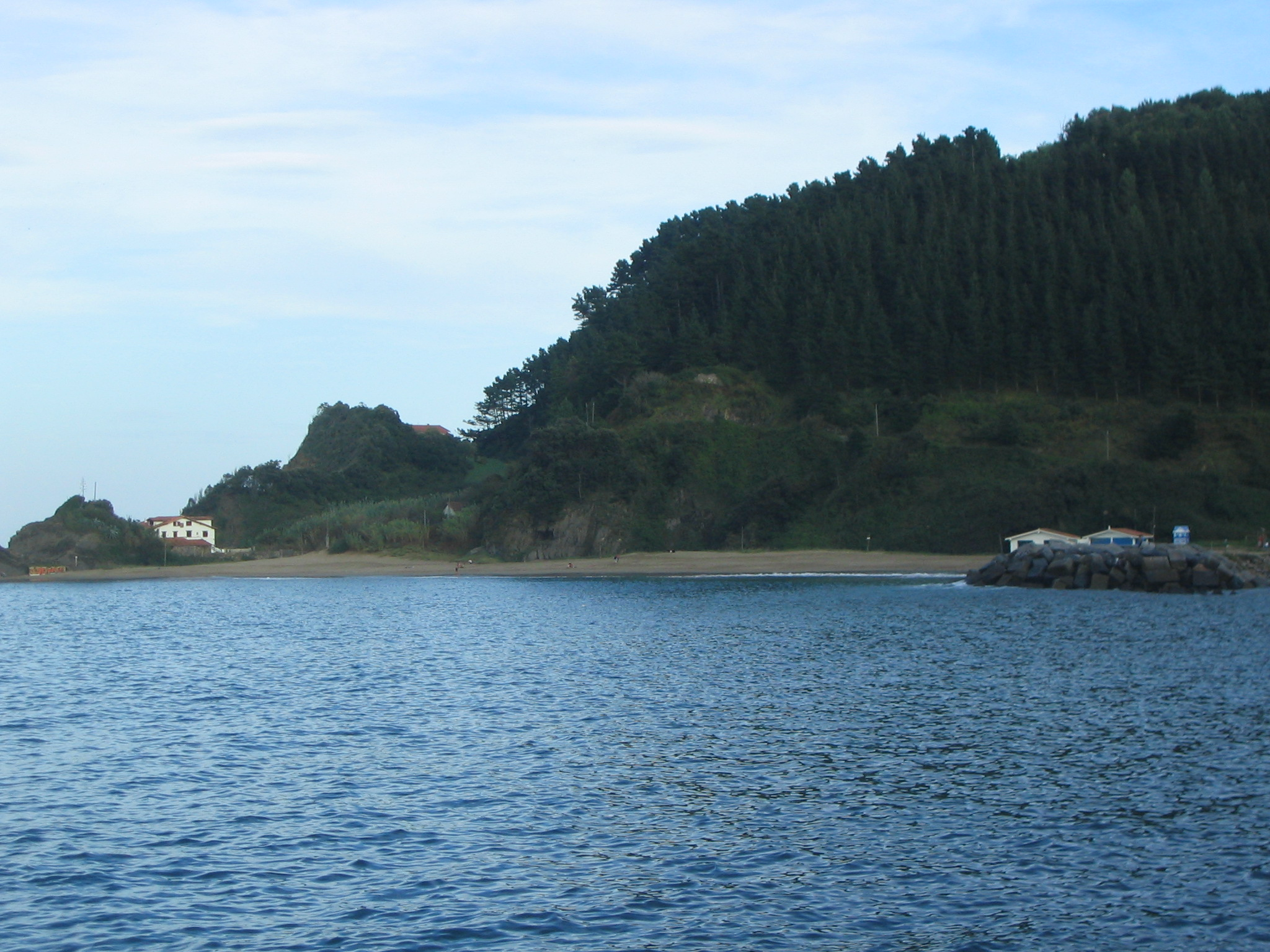
La playa de Saturrarán, que comparten Ondárroa y Motrico

Desde siempre la principal fuente de riqueza de la villa ha sido la pesca, es uno de los principales puertos pesqueros del Cantábrico. Ya en el siglo XIX disponía de una flota de 18 barcos de altura, 8 para anchoa y sardina, 2 para langosta y llegó incluso a tener buques de transporte de mineral de hierro. El comercio fue en tiempos de Felipe II importante, llegando a tener más de 50 barcos; así mismo, junto con la pesca la actividad astillera de ribera ha sido importante hasta la última mitad del siglo XX. Como cualquier otro pueblo de la costa vasca ha venido contribuyendo con afamados marinos a la Armada Española.
El ayuntamiento estaba compuesto por el alcalde ordinario, dos regidores, un síndico, dos diputados del común y un personero. Ocupaba el asiento número 11 en las Juntas Generales de Guernica.
Fue patria de Martín García de Licona, miembro del Consejo de S.M., Oidor de la Audiencia y padre de Marina Sánchez de Licona, cuyo hijo sería San Ignacio de Loyola.
El siglo XIX es el siglo del desarrollo de Ondárroa. Este desarrollo se realizó mediante la construcción de las diferentes carreteras que unen la población con las redes generales de comunicación y con el comienzo del desarrollo del puerto exterior y del ensanche. Entre 1848 y 1850 se realiza la carretera que une Ondárroa con Bérriz. Entre 1857 y 1859 se construye el puente nuevo y la carretera a Motrico. Poco después se hace la carretera a Lequeitio.
En el Diccionario geográfico-estadístico-histórico de España y sus posesiones de Ultramar, ordenado por Pascual Madoz entre 1846 y 1850, se relata de Ondárroa lo siguiente:

Tiene 144 casas, incluyendo los cas. (sic) de sus 4 barrios llamados Eizmendia, Goimendia, Gorocica y Renteria; casa municipal, cárcel, hospital de poca consideración, habiendo sido destruido el primitivo por un incendio; escuela de niños concurrida por 100 y dotada con 2200 reales. 2 fuentes dentro de la población y tres en el término. Iglesia parroquial bajo la advocación de Santa María, servida por 5 beneficiados de entera ración y uno de media. 7 ermitas dedicadas, 2 a San Juan Bautista y las demás a Nuestra Señora de la Antigua, que fue la primitiva parroquia, Santa Clara, San Lorenzo, Santa Cruz y la Piedad. (...) Población: 246 vecinos. 1173 almas.

A finales del siglo XIX llegaron a la villa varias familias italianas interesadas en la conserva, en especial de la anchoa, y montaron, al igual que en otros municipios costeros vascos, fábricas de salazón que serían el embrión de la importante industria conservera que posee actualmente Ondárroa.
Durante la Segunda República Española se realizaron actuaciones de gran relevancia para el futuro de la villa. En 1934, de las manos del ministro Indalecio Prieto, se comenzó a construir el puerto exterior que, una vez finalizado después de la guerra, sustituyó al que hasta ese momento como puerto la parte interior de la ría, atracando los barcos junto a la iglesia y al puente viejo.
La guerra civil española causó en Ondárroa más daños humanos que materiales. Las elecciones de febrero de 1936 pusieron en relieve el extracto sociopolítico ondarrés. Una mayoría de nacionalistas vascos del Partido Nacionalista Vasco (PNV) seguido de un fuerte movimiento carlista y algunos republicanos, socialistas y comunistas. Tras el frustrado golpe de Estado contra la legalidad republicana y el comienzo de las acciones bélicas el 18 de julio de 1936 se constituye en la villa el "Comité de Defensa" que actuó hasta la entrada en la población de los alzados el 4 de octubre de ese mismo año. En ese periodo muchos de los carlistas ondarreses (que apoyaban a los alzados contra la legalidad republicana) fueron detenidos por el Comité de Defensa y encarcelados. Una vez hubo pasado el control de la población a manos de los alzados se desató la represión contra los vecinos que ideológicamente mantenían fidelidad a la república.
La toma de Ondárroa por los facciosos se produjo poco antes de que el frente norte quedara detenido hasta la primavera de 1937, las tropas entraron en la poblaciónal mando del teniente coronel Latorre el 6 de octubre de 1936. En Ondárroa la línea del frente coincidía aproximadamente con el límite territorial con Berriatúa, aun así, teniendo el frente cerca de la población, ésta no sufrió grandes daños. Muchos marinos ondarreses se alistaron en la marina de guerra de ambos lados. La mayor parte de los muertos ondarreses en la contienda se produjeron en el hundimiento del crucero Baleares, en cuya tripulación había numerosos ondarreses. 
En la vecina playa de Saturrarán se ubicó, entre 1938 y 1944, la Prisión Central de Saturrarán donde encerraron a muchas mujeres por motivos políticos. Esta cárcel de mujeres dejó huella en la población ondarresa al establecerse una relación entre ella y las internas. 
Superada la contienda se consolida el puerto exterior creciendo la flota pesquera considerablemente, llegando a ser uno de los puertos pesqueros más importante del Cantábrico, lo que contribuyó al crecimiento demográfico y al enriquecimiento del municipio y su extensión por toda la ribera de la ría. La elección de la pesquería de arrastre y la pesca de altura llevaron al puerto a su mayor cuota de actividad, lo cual arrastró a la villa a altos índices de desarrollo económico lo que trajo un gran incremento de la población procedente de otras regiones peninsulares, especialmente de Galicia, Andalucía, Extremadura y Portugal. Se construye el barrio de Kamiñazpe como expansión urbana para dar cabida al incremento de población.
En el periodo final del franquismos y la transición la oposición al régimen tomó importancia entre la población ondarresa. Algunos de los dirigentes y militantes de ETA fueron ondarreses, como Andoni Arrizabalaga y Fran Aldanondo. La influencia de la droga entre la población, especialmente entre los jóvenes, en ese perdido fue muy importante y causó numeroso muertos. En palabras del entonces alcalde Loren Arkotxa 

Aquí la droga ha hecho daño a diario y lo sigue haciendo. En el año 1977 aproximadamente entró la droga en el pueblo, y no es casualidad... Ondarroa siempre ha sido un pueblo muy militante, y eso ha sido debilitar a la juventud de un pueblo, arruinando al final la vida del pueblo. No son coincidencias.

El 25 de noviembre de 1983 se desagrega Berriatua de Ondárroa configurándose nuevos límites del terreno municipal que incluyen la playa de Arrigorri y la zona derecha del Artibai.
En los años 1990 se realizaron grandes obras de infraestructura para facilitar el acceso al puerto, en ellas destaca la construcción de un nuevo puente por el ingeniero Santiago Calatrava y los paseos asociados.
Aún con la disminución de las capturas y la problemática pesquera que surgen a partir del último periodo del siglo XX, desaparición de algunas especies, abandono de la juventud de los trabajos marinos... el desarrollo de la villa sigue basado en los recursos del mar. La renovación de la flota pesquera con barcos que incorporan las más actuales tecnologías y la nueva emigración, en este caso de origen africano, junto con el admirable tesón y capacidad de trabajo de los ondarreses aseguran el futuro de la villa.

### La rivalidad entre Ondárroa y Lequeitio

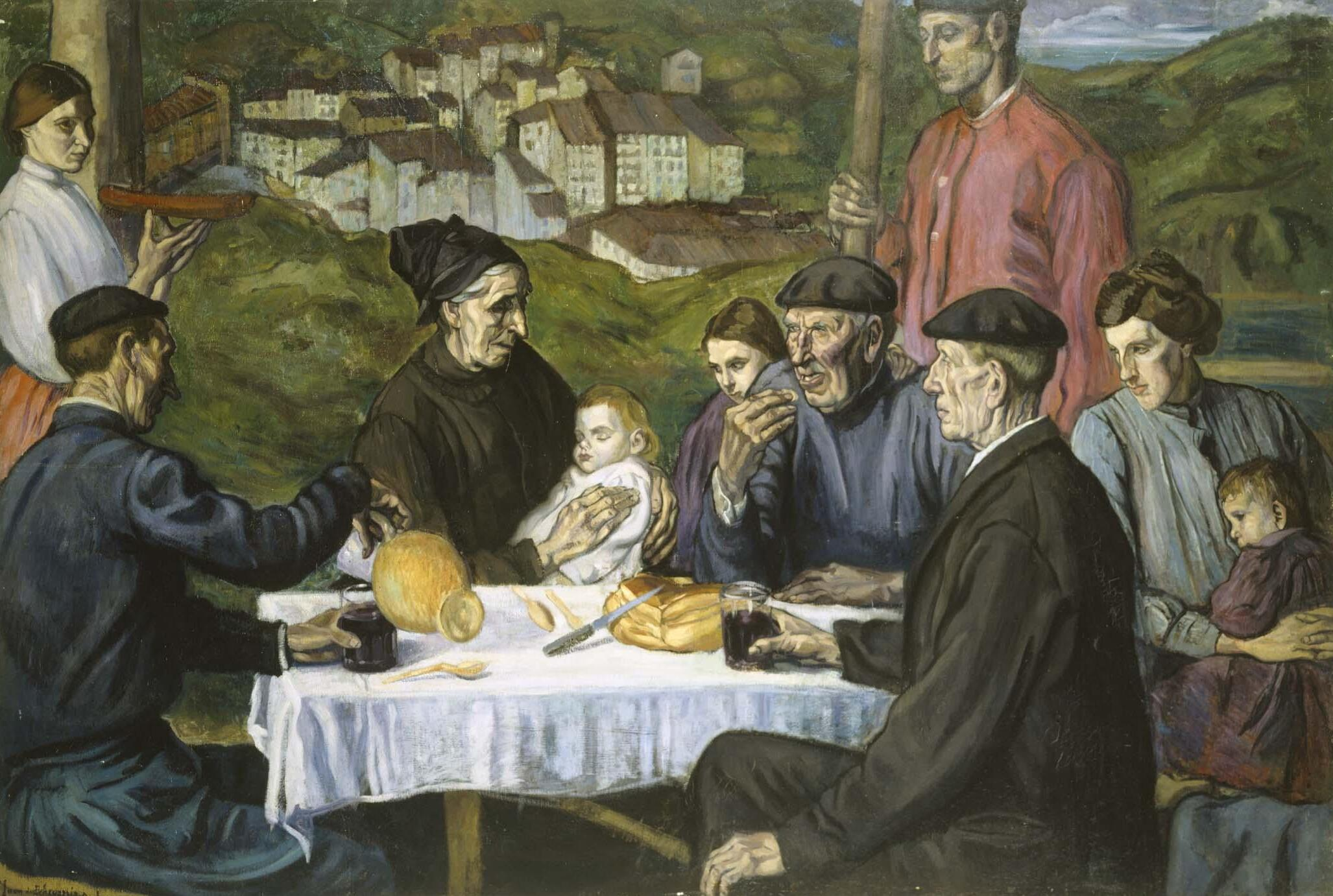
Personas de Ondarroa tomando un té en un cuadro de Juan de Echevarría de 1918

La rivalidad existente entre Ondárroa y la vecina villa de Lequeitio sobrepasa las típicas rivalidades vecinales que suelen ser habituales. En el caso de estas dos villas la rivalidad se pierde en la historia. Ya antes de su fundación los habitantes de las tierras que luego ocuparían esas villas estaban enfrentados. Las guerras banderizas, que enfrentaron a los oñacinos y gamboínos y se extendieron por tres territorios también sirvieron para el enfrentamiento entre los de Ondárroa y los de Lequeitio.
Los señores feudales de Lequeitio eran del bando oñacino, mientras los de Ondárroa y Berriatúa eran gamboínos. En Lequeitio estaban las familias de Yarza y Licona (que luego pasaría a establecerse en Ondárroa) mientras que en Ondárroa y Berriatua estaban los Arancibia. Hay testimonios, como los que da Lope García de Salazar en su libro Bienandanzas y fortunas, de conflictos bélicos entre ambas familias que eran quienes dominaban la economía de sus respectivos lugares y a quienes estaban adscritos sus habitantes.
Con la fundación de las villas de Ondárroa y Lequeitio y a causa de una indefinición de los límites surgieron problemas y pleitos entre los habitantes de ambas. El mayor pleito, que se extendió por más de 100 años, estaba relacionado con la extracción de madera de Amallo sin que se pagara impuesto alguno por parte de los de lequeitianos. El pleito se resolvió a favor de los de Lequeitio según sentencia que dieron en 1338 un comité de «hombres buenos» de ambas villas y que el 29 de enero de 1379 sería confirmada por el Señor de Vizcaya [Juan Núñez III de Lara]] y en 1386 y 1396 por el rey de Castilla. Unos años antes, en 1347 ya se había fallado a favor de Lequeitio en otro problema de límites que volvería a plantearse en 1374 con un resultado similar.
No solo en tierra se dieron esta clase de pleitos, también en el mar, entre ambas villas pesqueras, surgieron problemas. En la pesca de la ballena, que se solía hacer cercana a la costa con vigías en la misma, surgió en muchas ocasiones el conflicto sobre de quien había visto antes la pieza o incluso, quién se quedaba con la misma una vez herida. Sobre la pesca de la ballena hay testimonio escrito desde 1233, cuando el rey Alfonso VIII otorga privilegios a Motrico. En 1581 hay constancia por sentencia de conflicto en la caza de una ballena entre Lequeitio y Ondárroa y el 3 de mayo de 1644 se pública una escritura de capitulación que intenta regular la caza de la ballena, en ella se dice: 

...que las ballenas que los mareantes de dichas villas y cofradías hubieren primero heridas, no hieran a los marineros de otra villa salvo que se le soltase, andando suelta la pueden herir y a la que tal tampoco puedan herir los de la otra villa y cofradía. Y si dicho primer heridor, cuando ha sido con la ballena, se viese en necesidad de socorro por falta de sus consortes de vecinos de su villa y cofradía para asegurar y matar las dichas ballenas así por estar los dichos vecinos lejos o por otra necesidad que les ofrezca, pidiendo el heridor primero el dicho socorro a los vecinos de la otra villa y cofradía, lo cual ha de ser por necesidad y no por su gusto se lo hayan de poder dar aquellos a quienes pidiere, ellos han de poder herir en tal caso y no de otra forma, y tirar y llevar su aprovechamiento conforme hiriesen y conviniesen.

Las ordenanzas se modifican en 1676, pero siempre surgieron problemas hasta la desaparición de la misma.

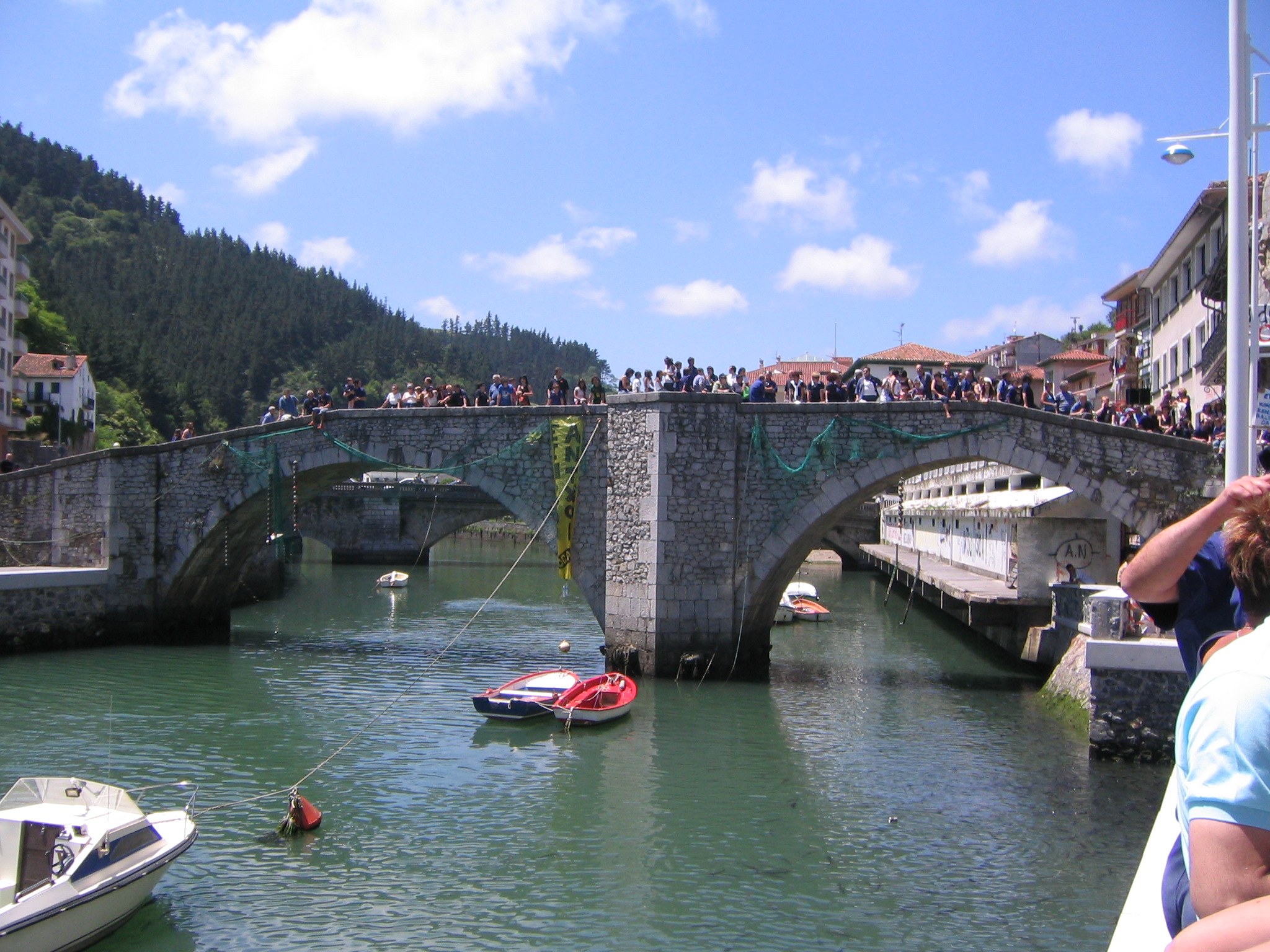
Puente Viejo

No solo la ballena fue problemática, también hubo conflicto con las cordas que llevaron a tener que realizar unos acuerdos en 1568. La pesca de la langosta fue también fuente de conflicto y enfrentamiento que terminó en 1763 después de 14 de pleito. Los de Lequeitio instan a la prohibición de la langosta a los pescadores de Ondárroa en todo el litoral vizcaíno, hasta Zumaya, esta vez la justicia dio la razón a los ondarreses.
A comienzos del siglo XX el enfrentamiento se recrudece y abarca a todos los vecinos. Los hechos se contextualizan en las pruebas de regatas de 1926 y la bandera de la Concha (San Sebastián, Guipúzcoa), máximo galardón en este deporte en el País Vasco. Los acontecimientos tomaron tal cariz que tuvo que intervenir el gobernador civil llamando al orden a ambas villas y a sus gentes. Los hechos comienzan con el impedimento de los vecinos de Lequeitio de que los ondarreses pudieran traer una trainera nueva que se había encargado en esa villa. El malestar ondarrés llevó a pedir a los vecinos de Lequeitio que sus barcos no atracasen ni comercializasen productos en Ondárroa. Unos días antes de la regata de la Concha se produce una pelea en Lequeitio entre vecinos de esa villa y de Ondárroa y el día 5 de septiembre, en la regata de la Concha, el Club Deportivo Aurrera de Ondarroa gana la bandera (la regata) y se desata una serie de episodios violentos entre los vecinos de ambos pueblos, discusiones, insultos entre chóferes de los transportes que recorrían ambas localidades, gritos en el mercado contra las vendedoras de pescado de Lequeitio... pero la cosa se agrava cuando se publican unos versos en euskera que las autoridades de Lequeitio encuentran injuriosos. Los versos de José Burgoa y José Brontxe, que hacen mofa de los perdedores, son motivo de sanción por parte de la autoridad provincial. La rivalidad se mantiene viva en ambas localidades.

## Demografía
Ondárroa cuenta con una población de 8113 habitantes (INE 2024).
| Gráfica de evolución demográfica de Ondárroa entre 1842 y 2021 |
| |
| Población de derecho según los censos de población del INE Población de hecho según los censos de población del INEEn estos censos se denominaba Ondárroa: 1842, 1857, 1860, 1877, 1887, 1897, 1900, 1910, 1920, 1930, 1940, 1950, 1960 y 1970 Entre el censo de 1981 y el anterior, crece el término del municipio porque incorpora a 48018 (Berriatua) Entre el censo de 1991 y el anterior, disminuye el término del municipio porque independiza a 48018 (Berriatua) |

En 1981, Ondárroa, tenía 12 150 habitantes. Una cifra que disminuyó en 1983 en unos 1000 habitantes, aproximadamente, como consecuencia de la desanexión de Berriatúa y, desde entonces, debido fundamentalmente al decaimiento de la pesca, esta disminución ha sido constante. 
En las décadas de 1960 y de 1970, se produjo un incremento muy importante debido, fundamentalmente, a la emigración.

## Administración y política
| Partido político                                              | 2023  | 2023       | 2019  | 2019       | 2015  | 2015       | 2011  | 2011       | 2007  | 2007       | 2003        | 2003        | 1999  | 1999       | 1995  | 1995       |
| Partido político                                              | %     | Concejales | %     | Concejales | %     | Concejales | %     | Concejales | %     | Concejales | %           | Concejales  | %     | Concejales | %     | Concejales |
| Euskal Herria Bildu (EH Bildu)-Bildu                          | 50,16 | 7          | 52,37 | 7          | 53,66 | 8          | 60,19 | 9          | —     | —          | —           | —           | —     | —          | —     | —          |
| Euzko Alderdi Jeltzalea-Partido Nacionalista Vasco (EAJ-PNV)  | 46,88 | 6          | 42,35 | 6          | 39,01 | 5          | 31,16 | 4          | 65,02 | 9          | 83,31       | 12          | 36,51 | 6          | 42,33 | 8          |
| Partido Socialista de Euskadi-Euskadiko Ezkerra (PSE-EE PSOE) | 2,00  | 0          | 1,87  | 0          | 1,76  | 0          | 2,32  | 0          | 3,98  | 0          | 3,02        | 0           | 1,61  | 0          | —     | —          |
| Partido Popular del País Vasco (PP)                           | 0,96  | 0          | 1,25  | 0          | 2,72  | 0          | 3,75  | 0          | 7,24  | 1          | 8,83        | 1           | 5,05  | 1          | 5,43  | 1          |
| Eusko Alkartasuna (EA)                                        | —     | —          | —     | —          | —     | —          | —     | —          | 13,15 | 2          | Con PNV     | Con PNV     | 7,61  | 1          | 9,05  | 1          |
| Ezker Batua-Berdeak (EB-B)                                    | —     | —          | —     | —          | —     | —          | —     | —          | 7,35  | 1          | 2,84        | 0           | —     | —          | —     | —          |
| Euskal Herritarrok (EH)-Herri Batasuna (HB)                   | —     | —          | —     | —          | —     | —          | —     | —          | —     | —          | Ilegalizado | Ilegalizado | 47,38 | 9          | 35,76 | 6          |
| Ondarroaren Alde (OA)                                         | —     | —          | —     | —          | —     | —          | —     | —          | —     | —          | —           | —           | —     | —          | 5,95  | 1          |

## Servicios

### Puerto
El puerto de Ondárroa es uno de los puertos pesqueros más importante del País Vasco y de la cornisa cantábrica por su volumen de capturas.
Desde el nacimiento mismo de la villa, el puerto fue el motor económico de la misma. Inicialmente, se ubicó en el último meandro del río Artibai, cuya ría es navegable hasta Berriatúa. En esa ubicación al pie del viejo puente que daba acceso a la villa y bajo la iglesia de parroquial donde los bancos de arena existentes en ambas orillas permitían las diferentes labores que se deben realizar en los barcos de pesca y el amarre de las embarcaciones (todavía se conservan las argollas de hierro a los que se ataban las embarcaciones en los bajos de la iglesia parroquial). El puente, que un principio fue levadizo para dejar pasar las embarcaciones ría arriba hacia el desembarcadero de Errenteria donde se llegaban embarcaciones de carga con mineral de hierro para las ferrerías y salían con diferentes productos (útiles y herramientas de hierro, madera, etc.), permitió la unión de ambas orillas y el realizar trabajos más efectivos en el puerto. Como recuerdo de aquellas instalaciones aún se sigue denominado a la zona comprendida entre el llamado "puente Viejo" y "Kanttopi" "el muelle" (es la calle Nasa Kalea) y ambas riberas de la ría están bajo la jurisdicción la autoridad portuaria.
En el siglo XIX se plantea la mejora de las instalaciones y comienzan a realizarse obras tendentes a ello como la realización de muros de protección y la construcción del llamado muelle de la playa que facilitaba la entrada a la ría. En 1887 se construyen los muros que conformaron el muelle desde el puente viejo hasta Itsasaurre construyéndose viviendas en los terrenos ganados a la ría.
En 1882 el ingeniero Juan Eguidazu presenta el proyecto titulado Proyecto para mejora del puerto y la ría de Ondárroa y plantea realizar el puerto exterior. Las obras de ese puerto se retrasaron 50 años hasta que el gobierno de la Segunda República siendo ministro Obras Públicas el bilbaíno de adopción Indalecio Prieto comienza las obras el [1 de abril] de 1933 y finalizaron en 1937.
El atraque de embarcaciones en la ría se mantuvo hasta bien entrada la década de 1960 y hasta 1981 se mantuvieron algunos astilleros de ribera en funcionamiento, en ese año se cerró y derribó el último de ellos y en su lugar se ha construido una dársena deportiva para 70 embarcaciones con un calado de 1,5 metros. También hay amarres en la orilla izquierda de la ría, desde el puente Viejo hasta la entrada al puerto pesquero.
Desde los primeros años del siglo XX la pesca se fue desarrollando rápidamente. En 1920 se inaugura la nueva cofradía (hoy llamada cofradía vieja) de pescadores realizada por el arquitecto Pedro Guimón y comienzan a aparecer los primeros barcos de vapor y después los motores diésel, la industrialización de la pesca toma carta de realidad cuando, debido a tener la necesidad de llevar gente encargados de las máquinas se rompen las relaciones que habían regulado la actividad dedes la Edad Media introduciéndose el incipiente movimiento obrero. Entonces se suceden las divisiones de las cofradías de pescadores que en Ondárroa dieron lugar a las de San Pedro y Santa Clara. Poco después, en 1927, se volverían a unir. El incremento de la actividad pesquera, junto con el establecimiento de conserveras (las primeras provenientes de Italia) potenciaron más la pesca haciendo embarcaciones cada vez mayores y más modernas y explorando otras pesquerías como la pesca de altura que acabó imponiéndose y dando una gran actividad portuaria.
El puerto sufrió una importante transformación en los últimos años del siglo XX. Se le dotaron de nuevos accesos directos de la carretera general y se amplió la superficie de agua de la dársena, así como la longitud de atraque. En 2021 se inauguraron las nuevas instalaciones portuarias destinadas a la cofradía de pescadores y a la manipulación de la pesca tanto para la pesca de altura como para la de bajura así como digitalizando todas las operaciones.
Características
- Carrera de Marea: 4,5 metros

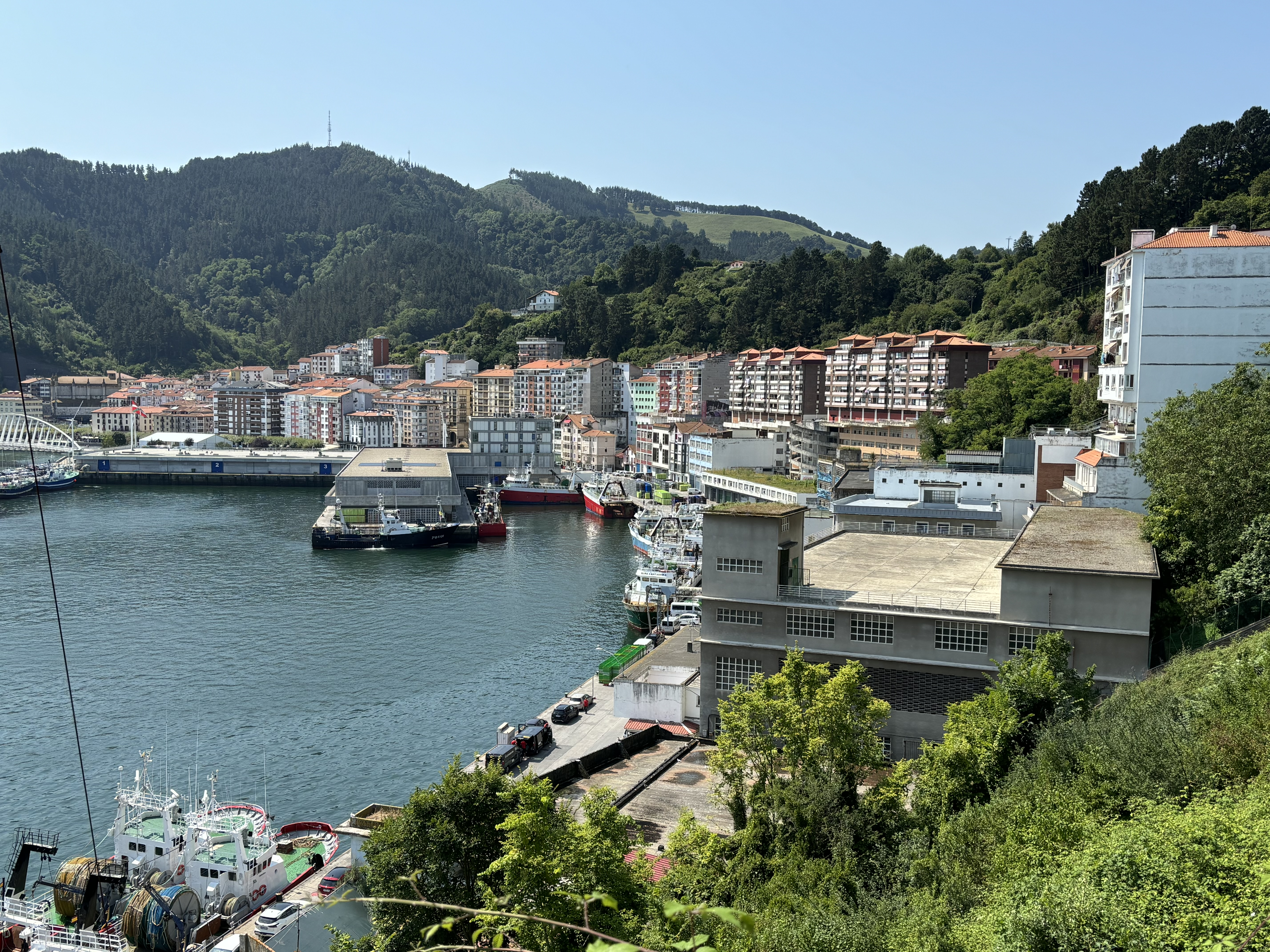
Vista parcial del puerto

- Anchura de la boca de entrada: 50 metros
- Calado de la boca de entrada en B.M.V.E: 6 metros
- Orientación de la boca de entrada: Este

Servicios
- Carros Varaderos: 3 públicos
- Grúas: 4. De 2,5; 5; 8 y 12 Tm
- Talleres de reparaciones y carpintería de ribera
- Tomas de agua
- Tomas de combustible
- Tomas de electricidad
- Helipuerto
- Buzo
- Básculas: 3. 1 de 60 Tm y 2 de 3 Tm
- Recogida de aceites usados[18]

### Transporte
Herribusa (autobús urbano)
Ondarroa cuenta con una linea de autobus municipal o Herribusa que conecta los diferentes puntos del municipio con el centro urbano y entre sí, como puede ser el Ambulatorio, Ibaiondo, el puerto, plaza Itxasaurre, Kamiñazpi o Artabide.
Bzikaibus (Vizcaya)
Ondarroa cuenta con dos lineas de Bizkaibus que le conectan con su comarca (Lea - Artibai) y Bilbao principalmente.
A3915
Bilbao - Durango - Ondarroa (por autopista)
A3916
Bilbao - Ermua - Ondarroa (por autopista)
Lurraldebus (Guipúzcoa)
También cuenta con varias lineas de Lurraldebus, pertenecientes a Guipúzcoa, que le conectan con el pueblo vecino de Motrico y lugares como Mallavia, Deva, Mendaro, Soraluze, Éibar, Elgoibar, Zarauz, San Sebastián y el Hospital de Mendaro. También gracias a Lurraldebus, cuenta con varios servicios nocturnos.
DB03
Lequeitio - Ondárroa - Motrico - Deva - Zaráuz - San Sebastián
DB04
Mallavia - Ermua - Elgoibar - Mendaro (Hospital) - Motrico - Ondárroa
DB05
Ondárroa - Motrico - Deva - Zumaya
DB06
Soraluze - Éibar - Elgoibar - Mendaro - Motrico - Ondárroa
DB43G (nocturno)
Lequeitio - Ondárroa - Motrico - Deva - Zaráuz - San Sebastián
DB44G (nocturno)
Mallavia - Ermua - Elgoibar - Motrico - Ondárroa
DB45G (nocturno)
Ondárroa - Motrico - Deva - Mendaro - Zumaya
- Las paradas de Kamiñazpi y Portu / Itxasaurre plaza permiten la conexion entre Herribusa, Bizkaibus o Lurraldebus

## Monumentos y lugares de interés

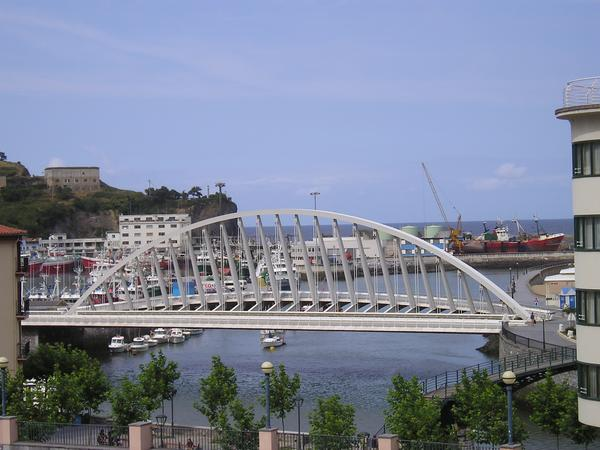
Puente de Itsas Aurre, de Santiago Calatrava

- Casco antiguo. Mantiene el trazado medieval formado por cuatro calles estrechas que suben por la cresta de la montaña. Las casas de los marineros forman un conjunto colorido, con balcones de madera y amplios canecillos, pintados de diferentes colores, según el gusto de cada residente. El trazado de las calles es medieval, pero la mayoría de las casas son del siglo XIX. Están hechos en el siglo. Fue declarado Bien Cultural con categoría de Conjunto Monumental por el Gobierno vasco en 1994.[20]

- Conjunto muralístico de Kamiñaspi En 2022, el consistorio encargó a Lian Monserrate un mural para una fachada de una casa del barrio de Kamiñaspi. Lian realizó una obra Las rederas en el que se representa a unas mujeres reparando redes de pesca. Este era un homenaje a las mujeres de Ondárroa que históricamente se han al oficio de rederas y con ellas a todas aquellas mujeres que participan en las innumerables tareas que complementa la labor pesquera. Labor que supone la base idiosincrática del ese pueblo. El mural participó en el elección del mejor grafiti de 2022, en un concurso promovido por la web especializada en arte urbano Street Art Cities, quedando en tercera posición.[21]

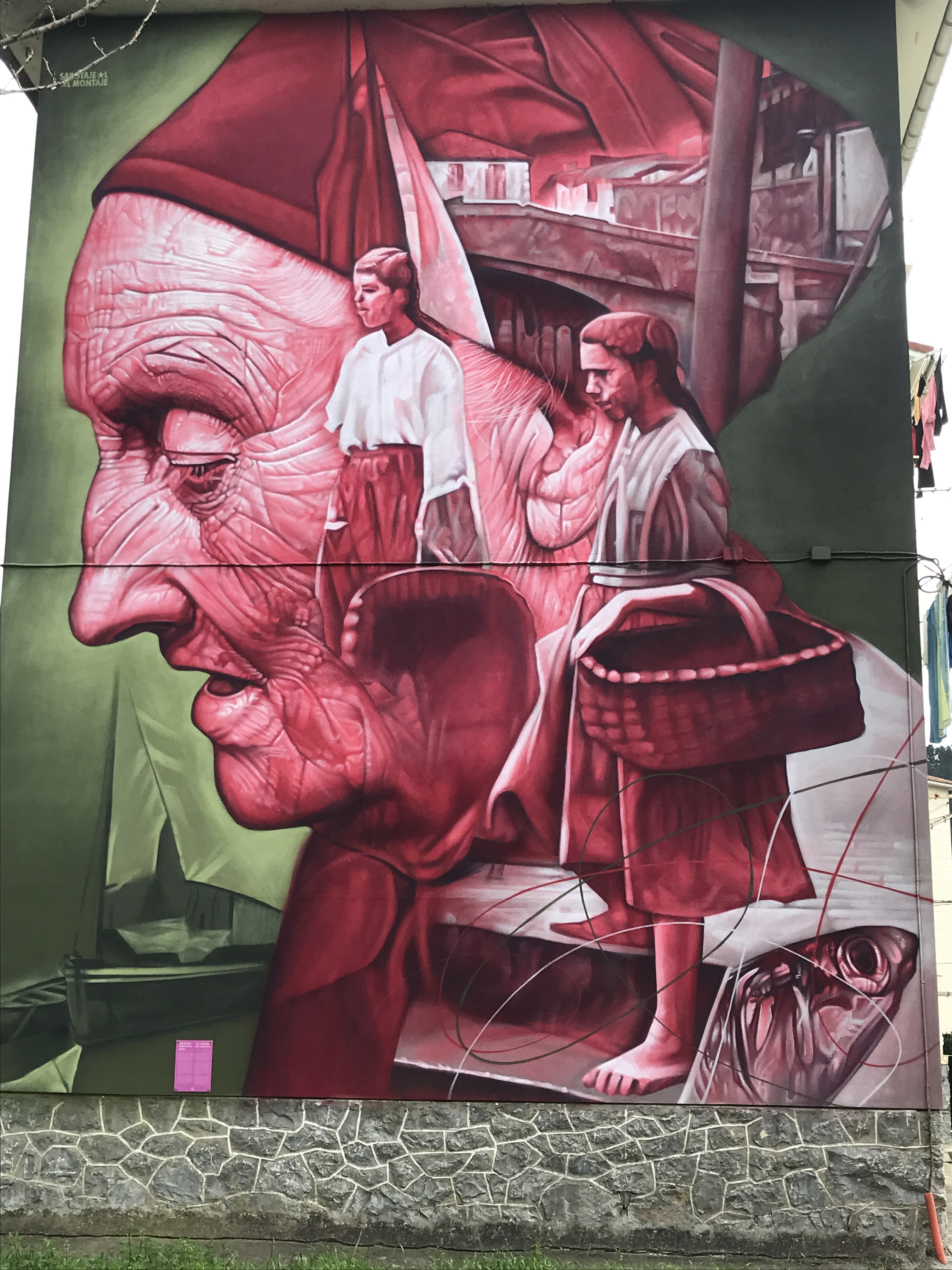
Las entrañas de la memoria, de Matías Mara.

Al año siguiente se encargado dos nuevos murales, Las entrañas de la memoria realizado por el artista Matías Mara, que vuelve a tener como protagonista a la mujer y al tema marinero y pesquero. Se muestran tres mujeres de diferentes edades que luchan por sacar adelante a su familia y al pueblo, el rostro de la más anciana recoge a las otras dos mujeres. Este mural consiguió el primer premio en la categoría de impacto social otorgado por Street Art Cities.
Junto a Las entrañas de la memoria se realizó el mural Sin título, creado por el artista flamenco Djoels que se ubica frente a de las rederas y actúa como complemento al mismo. Representa a un pescador ya jubilado, Gabriel Arrizabalaga, dedicado a la artesanía de la construcción de maquetas navales.
En junio de 2024 se inauguran dos nuevos murales realizados tras una residencia artística en el municipio durante dos semanas en la que han tenido que conocer la idiosincrasia ondarresa, decidir el tema y realizar la pintura. Las nuevas pinturas fueron obra del gaditano Manolo Mesa y el inglés, residente en Mánchester, Joy Gilleard que firma con el seudónimo Cblox. Cblox realizó el mural titulado Boga boga en el que representa la simbiosis entre la localidad y el mar destacando, como parte visible principal la roca Eskilantxarri, una de las peñas de Saturrarán que marcan y definen el horizonte ondarrés, bajo ella el mar cargado de la idiosincrasia de la gente de Ondárroa. Manolo Mesa realizó una pintura, sin título, en la que representa una vasija típica de la costa vasca en «un juego simbólico para visibilizar el trabajo silencioso de la mujer en casa mientras los maridos, los arrantzales, salían a faenar».
- Torre de Likona. Construida en el siglo XV. Es un ejemplo de la típica casa torre vasca. Perteneció a la familia de Ignacio de Loyola, fundador de la Compañía de Jesús. En ella nació su madre, Marina Sáez de Licona y Balda.

- Torre Etxeandia. palacio urbano del siglo XVI muy modificado. Mantiene restos de lucernarios y triforios. Se pueden ver, en el primer piso, lucernarios, en el segundo un balcón apuntado con ventanas ojivales a ambos lados y en el tercer piso, una ventana geminada y otra apuntada.

- Antiguo Ayuntamiento. La casa consistorial de Ondárroa se ubicó adosada a la fachada oeste de la iglesia de Santa María a finales del siglo XVIII, en el se ubicó también el colegio público. En 1850 se realizó una profunda reforma que dotó al edificio de una magnífica fachada de tipo estío neoclásico toscano realizada en piedra caliza labrada siguiendo el diseño de Mariano José de Lascurain. El pórtico está flanqueado por dos grandes columnas que sostienen el balcón principal sobre el que se ubica el escudo de la localidad y el reloj, cuya campana está sobre el campanario de la iglesia.

- Antigua cofradía de pescadores Santa Clara. Edificio de 1920 del arquitecto Pedro Guimón Eguiguren realizado en mampostería con remates de sillería en esquina y vanos. De estilo neogótico, integra elementos de sabor medieval, clasicistas y barrocos. Destaca en balcón esquinero sobre el que se alza una pequeña torre circular en la que se ubica un escudo de la villa, esta torre está coronada por una espadaña en la que ubica una campana de 40 cm de boca y 40 cm de alto que se usaba para avisar de la llegada los barcos con la pesca a puerto. En un incendio a finales de dicho siglo se perdió la sala de subastas conocida como «sala de la bola».

- Hotel Vega. Fue también ideado por Guimón Eguiguren a principios del siglo XX. Es una obra de lo que se ha dado en llamar arquitectura neovasca, encuadrada dentro de la corriente modernista. Está considerado Bien de Interés Cultural. El edificio fue rehabilitado como viviendas en 2012.

- Colegio Celedonio Arriola. El edificio construido por Ricardo Bastida en 1929 para albergar la escuela pública. Está catalogado como Patrimonio Histórico Artístico. En 2004 fue cerrado por daños en la estructura y desde entonces, aunque ha sido objeto de algunos proyectos para otros usos, permanece cerrado. Celedonio Arriola fue médico y alcalde de Ondárroa durante la década de 1920.

- Maskulo Etxea (Casa del caracol) es un edificio construido en 1921 por el arquitecto Pedro Guimón Eguiguren para la sede local de la Caja de Ahorros Provincial de Vizcaya. Se trata de un diseño singular que recuerda a una pequeña fortaleza con dos torres coronadas por cubiertas cónicas de piedra caliza en la que se ven a varios caracoles subiendo en ellas, lo que le da el nombre al edificio. Es un ejemplo de la arquitectura Art Nouveau desarrollada por los un relevante grupo de arquitectos vizcaínos. El uso del edificio ha sido diverso, sede bancaria, cuartel de Miñones en el periodo republicano, cuartel de la Guardia Civil (con una triste historia de abusos y asesinatos, realizados por el cuerpo policial y ETA) desde 1939 hasta el año 2000 y servicio de día para personas mayores y residencia de personas con discapacidad psíquica desde su reacondicionamiento en 2013.

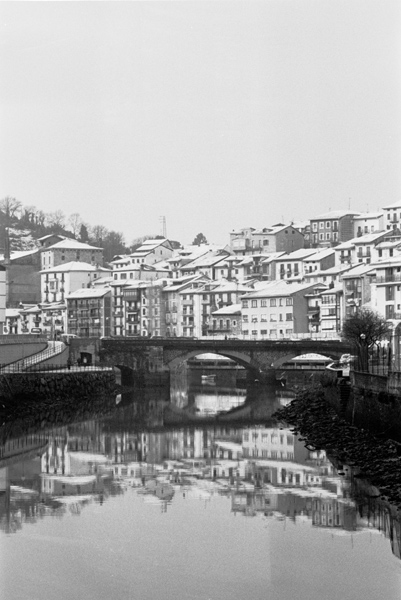
Foto del Puente Nuevo desde el Puente Viejo

- Puente Viejo. Puente de piedra alzado en el lugar donde estuvo el antiguo puente de madera medieval construido sobre el año 1330. Este puente tenía un tramo levadizo para que pudieran pasar las embarcaciones. En 1346 se le otorgó al ayuntamiento de Ondárroa el cobro de un peaje a todos los que cruzarán el puente, tanto por él o lo tuvieran que abrir para el paso de una embarcación, esos ingresos se dedicaban al mantenimiento de la infraestructura. Se construyó en 1689 y en 1855 se planteó, dadas las características del mismo, estrecho y con mucha pendiente, hacer un nuevo puente que los sustituyera. Durante la guerra civil, el 4 de octubre de 1936, se voló el arco central, que fue reconstruido en 1939 por llamado "Batallón de Trabajadores Especialistas". La riada del 14 de octubre de 1953 derribó el arco central que fue reconstruido por Regiones Devastadas al año siguiente siguiendo su antiguo diseño.[24]

- Puente nuevo construido en 1857 como parte de la infraestructura viaria que unía Guipúzcoa con Vizcaya por el valle del Lea, sustituyó al viejo puente de piedra por el que históricamente se cruzaba la ría en Ondárroa. Fue diseñado por José León de Izaguirre y Juan Luis de Lizárraga y construido en por el marqués Pedro de Ugalde. El proyecto se realizó conforme a cuatro premisas, que la luz de los arcos fuera lo suficientemente grande para impedir inundaciones por mareas altas, que hubiera suficiente espacio entre el nivel de la marea y el interior del arco central para permitir el paso de las barcazas ría arriba, que tuviera la menor pendiente posible y que fuera suficientemente ancho para que la circulación fuera cómoda. El puente fue volado en la guerra civil de 1936 y se estableció provisionalmente una estructura de hierro hasta que finalmente se reconstruyó en la década de los años 50 del siglo XX.

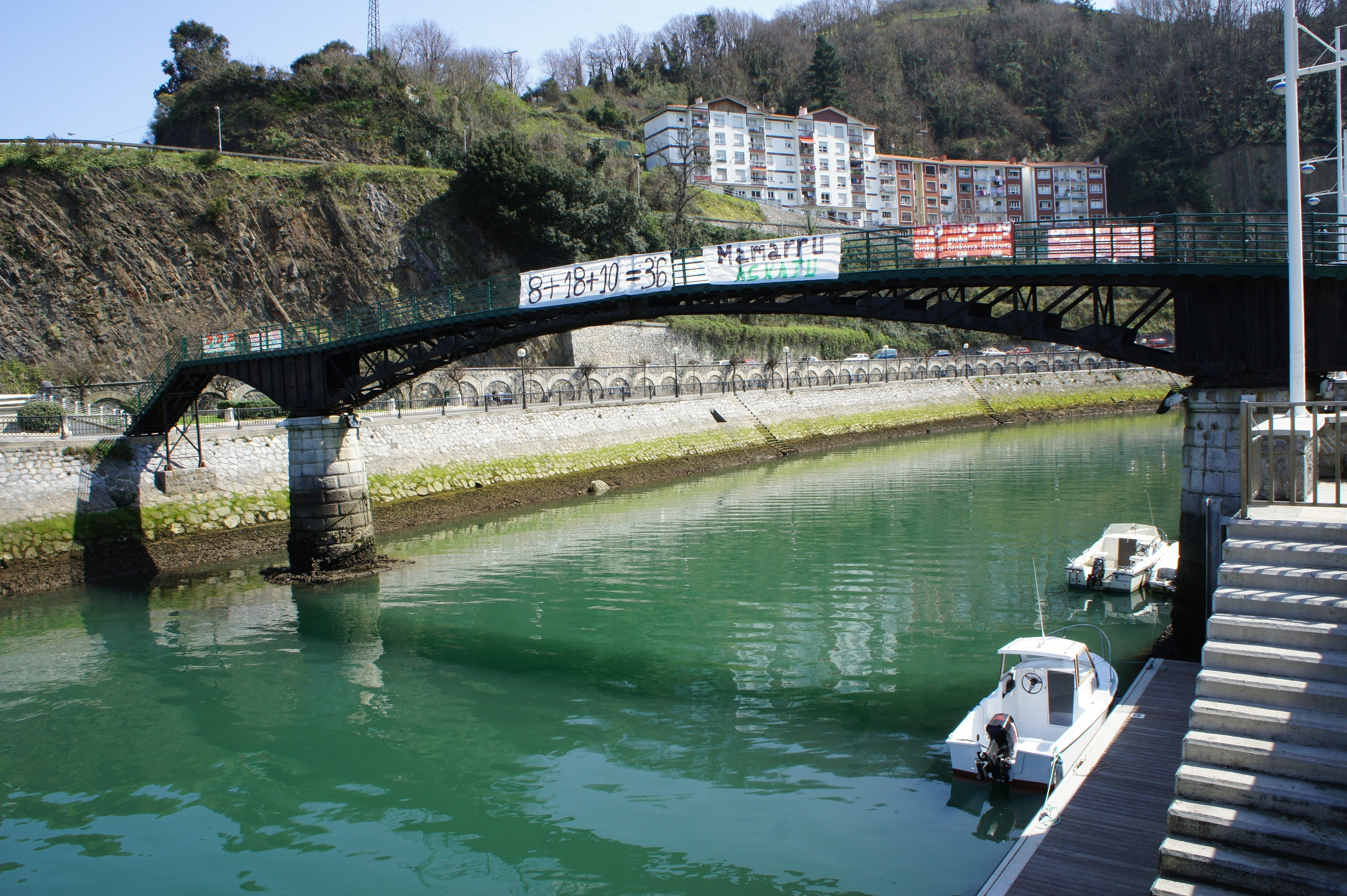
Plaiako zubixe (Puente de la playa)

- Plaiko zubixe o Puente de la playa o del perro chico (perra chica). Es un puente peatonal giratorio para que puedan pasar los barcos a la zona de atraque en la ría. En sus principios era de peaje, se pagaba 5 céntimos (una moneda de «perra chica») por pasar. Fue construido en 1927 por la Diputación de Vizcaya por «la importancia que en la vida moderna se concede a la playa» según el proyecto del ingeniero José González de Langarica aprobado en 1925. Lo construyó una empresa de Deusto. La pasarela pesa 23 toneladas, está realizada en acero, hierro fundido y madera. Se apoya en dos pilares circulares de hormigón, recubiertos de piedra labrada. En el extremo más cercano al casco urbano se ubicaba la caseta de maniobra y cobro de peaje. Tras diversas modificaciones perdió la barandilla original, la caseta y tras la restauración de 2021 perdió el espacio reservado para su ubicación pero se recupero la apertura de las dos partes de la pasarela aunque de forma manual. En su día se llamó pasarela giratoria Alfonso XIII. Es el único de estas características en España y de los pocos en Europa. Está catalogado como Bien Cultural con la categoría de Monumento.[25]

- Puente de Itsas Aurre. Obra del ingeniero Santiago Calatrava, realizado dentro de los nuevos accesos al puerto a finales del siglo XX.

### Monumentos religiosos

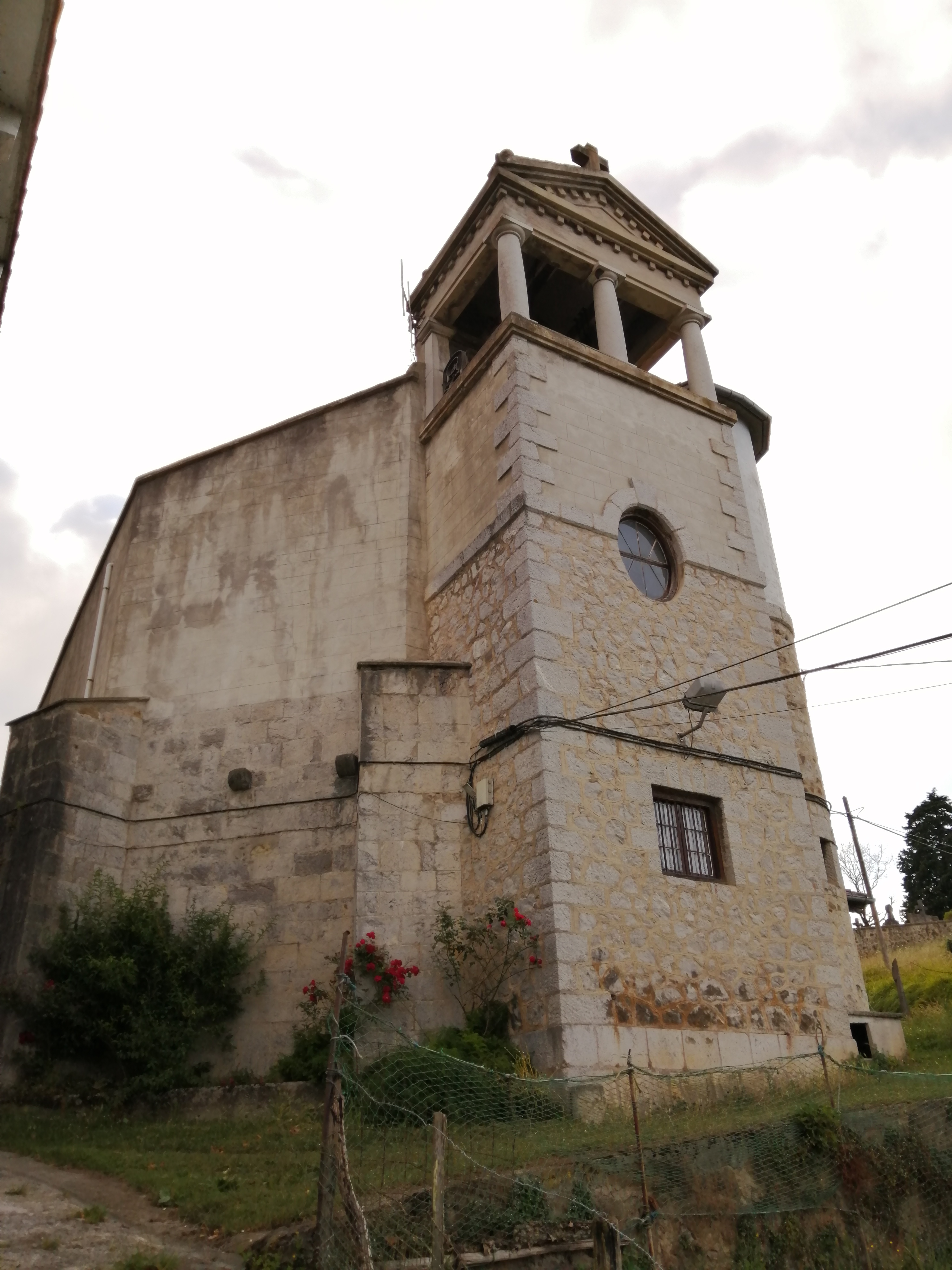
Santuario de la Antigua

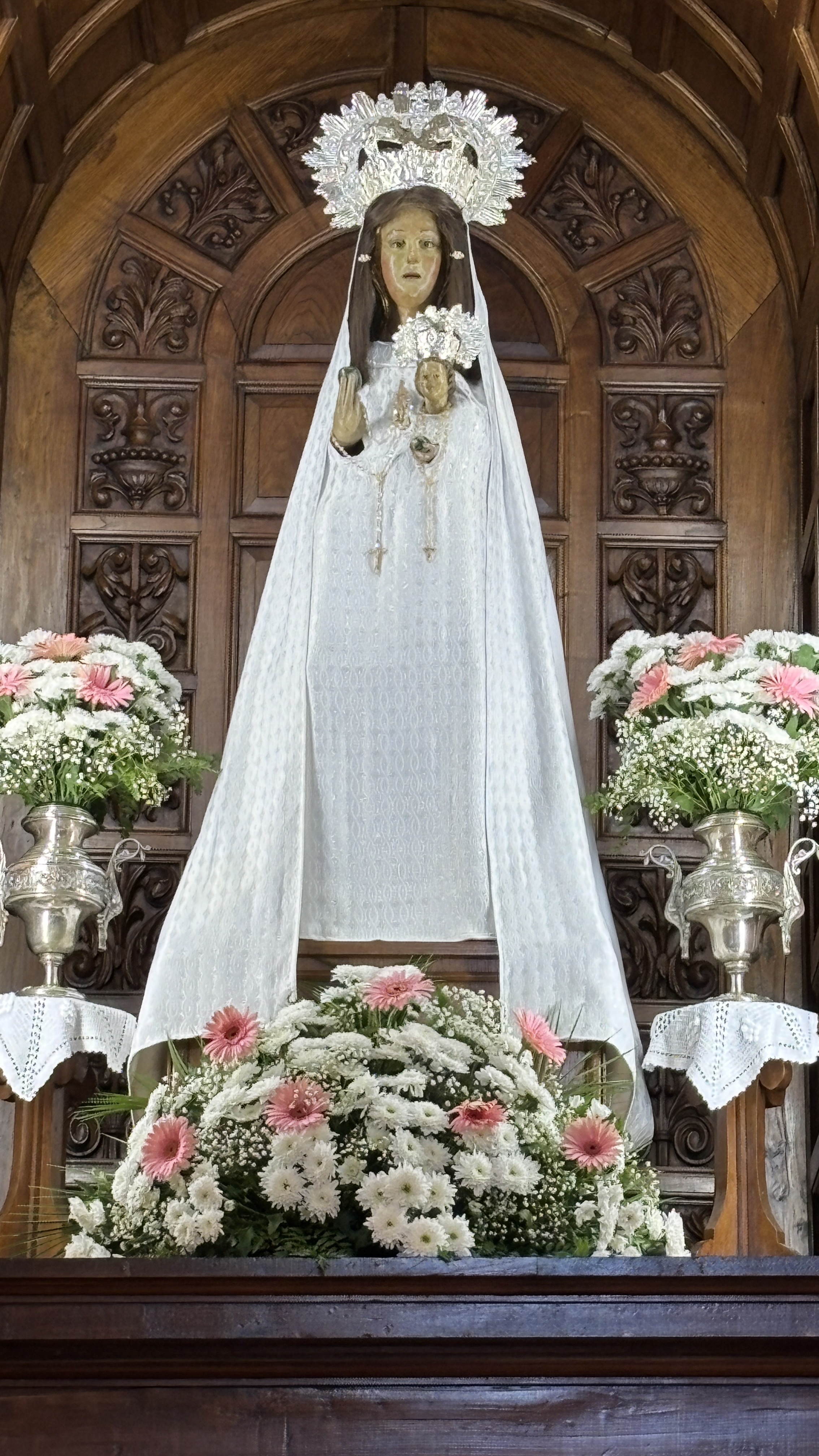
Virgen de la Antigua

- Iglesia de Santa María. De estilo gótico tardío, aunque no puede ser enclavada en el gótico vasco, data de 1462 o 1480. Se caracteriza por las esculturas de estilo borgoñón que la coronan, conocidas popularmente como kortxeleku mamuak, y por toda una serie de gárgolas y rosetones. Los muros están recorridos por una cenefa con motivos florales y de julio de animales sobre la que se levanta una crestería con motivos geométricos. En su interior tiene un retablo mayor plateresco, que cubre otro gótico realizado en piedra. Fue construida sobre la ría del Artibai sobre unas robustas arcadas en suya base todavía se pueden ver las argollas donde se atracaban los barcos. Está rodeada por un paseo al que se llama korreta.

- Ermita de Nuestra Señora de la Antigua en avocación a la Virgen de la Antigua, patrona de la localidad. Situada sobre el casco urbano al lado del cementerio, fue la iglesia parroquial hasta 1462 cuando entró en servicio la iglesia de Santa María situada en la parte baja del pueblo. La imagen de la virgen data del siglo XII pero la expuesta actualmente no es la original ya que esta no se conserva.[26] El edificio fue reconstruido en 1750 no quedando rastros del anterior, en 1931 se le añadió el campanario actual y otras mejoras realizadas a cuenta de Eugenio María de Usobiaga.[27]

Es un edificio de planta rectangular de 20 metros por 13,85 metros realizado en sillería de piedra caliza con cubierta a dos aguas. El interior está cubierto por una bóveda de crucería soportada por cuatro columnas adosadas al muro y ornamentadas con rosetones, con coro e ingresos en el lado sur y oeste. El ábside está marcado en planta y sobre él se alza la torre del campanario con tres campanas, dos grandes y una pequeña, rematado por una cruz de cemento sobre el frontón soportado por tres columnas. Hay varias ventanas con dintel, una a norte y dos al sur. El pórtico se extiende por el lado de la epístola y por el pie, bajo él las puertas de acceso. Se conservan toques manuales de las campanas, los más llamativos son los realizados para llamar a la novena. Las características de las campanas son estas:
Nuestra Señora de la Antigua
Fecha de fundición: 1773 - 1879 (refundición)
Fundición: palacio, Antonio de (Güemes)
Diámetro: 108 cm
Altura de bronce: 97 cm
Peso: 450 kg
Tipo de yugo: hierro
Toque: manual
Volteo: no puede voltear
Kampaia 
Fecha de fundición: ¿?
Fundición: desconocida
Diámetro: 122 cm
Altura de bronce: 102 cm
Peso: 648 kg
Tipo de yugo: hierro
Toque: manual
Volteo: no puede voltear
Kampaia 
Fecha de fundición: ¿?
Fundición: desconocida
Diámetro: 37 cm
Altura de bronce: 27 cm
Peso: 39 kg
Tipo de yugo: hierro
Toque: manual
Volteo: manual
La imaginería está compuesta por la imagen de la virgen de la Antigua situada en el altar mayor y flanqueada por dos remos regalados por el equipo de remeros triunfadores en San Sebastián el año 1926, y por las imágenes de Santa Bárbara, San Bartolomé y el Nazareno en la nave principal y San Roque, san Cristóbal, procedente de la antigua ermita de santa Clara, San Blas, Santa Teresa y un crucifijo en la sacristía. Colgado de la bóveda hay un exvoto marinero en forma de barco velero. Se completa la colección con pinturas Pedro y Juan y de Cristo crucificado.
La fiesta es el 15 de agosto. La tradición dice que si se mete la cabeza en una de las campanas y se hace sonar esta se curan las enfermedades de la cabeza y también la visita al santuario quita la caspa a los niños. Antiguamente, cuando había mala mar y había barcos faenando los familiares de los arrantzale (pescadores) acudían al templo e iban desde la entrada al altar de rodillas y con los brazos en cruz rezando, si veían el rostro de la virgen sonreír volvían seguros de que los pescadores volverían bien, de lo contrario se seguía rezando en espera que volvieran bien. Cuentan que antiguamente la virgen salía en las noches de tormenta a proteger a los marineros y volvía, mojada, por la mañana. 
La imagen de la virgen de la Antigua salió en el siglo XX cuatro veces del santuario, tres, los años 1904, 1931 y 1949, fue a la iglesia parroquial y en 1979 fue robada, se la llevaron el 11 de noviembre y la devolvieron en 28 del mismo mes. Ha sido restaurada en dos ocasiones, en 1973 y en 1980, esta última por los daños causado por el hurto.
- La capilla del Padre Eterno o Padre de la Piedad, popularmente denominada Atte Eternu[32] es una pequeña ermita que data del siglo XIV donde se recoge la figura de Jesús martirizado, una imagen de Jesús con las manos atadas y corona de espinas. Se estableció como humilladero de entrada a la villa desde el camino de Guipúzcoa, fue una de las tres puertas que tenía la villa (las otras dos eran el Portal de Coscabil en Kale Andi, y Portal de Suso a la salida hacia el santuario de la Antigua en la Calle Alta, hoy Agirretar Txomin kalea), situado en la orilla derecha de la ría a pie del puente de acceso a la misma. La construcción actual es de estilo barroco del siglo XVII. El nombre de "Padre de la Piedad" hace referencia a la existencia de una imagen de la Virgen.

La construcción tiene una planta cuadrangular de 6,30 x 6,10 metros con tres arcos de medio punto de acceso entre los que pasa la calle. Los arcos de los lados norte y sur tienen agujeros para la inserción rejas de madera, el del lado este no. La capilla se cierra con una verja de hierro forjado. La construcción está realizada en aparejo de mampostería con remates en sillería de arenisca. La cubierta es a tres aguas sobre una cercha y coronada con una cruz de hierro. La campana está en el pórtico, el suelo es de baldosas.
En la iglesia parroquial de Santa María, tras el altar mayor hay una cenefa de piedra donde aparece tallada la representación de esta capilla. También en el escudo de Ondárroa aparece la ermita, reflejada con una construcción en el lado izquierdo del castillo sobre el puente.
Durante las celebraciones religiosas de Semana Santa se saca la imagen de Jesús en procesión hasta la iglesia parroquial retornándola al Viernes Santo. La procesión se realiza el Miércoles Santo y debe coincidir con la pleamar. El Viernes Santo se devuelve la imagen a su sitio, antiguamente la procesión formada por los llamados apóstoles junto a otros fieles, seguía por el viacrucis existente hasta la ermita de la santa Cruz ya en terrenos de Berriatua y volvía, los apóstoles y algunos otros devotos hacían el recorrido descalzos. Otra vieja costumbre era la que las esposas de los pescadores reunieran en torno a este templo para rezar el rosario por ellos mientras estaban de campaña.

#### Otras ermitas de Ondárroa
Junto a la iglesias parroquial de Santa María, la ermita de la Virgen de la Antigua y la de Aita Eternu hay otras pequeñas ermitas, algunas de ellas en el casco urbano mientras otras se ubican en los barrios rurales. Estas son:
Ermita de San Juan Bautista, conocida como Sanjun
está situada a la salida del casco urbano hacia el cementerio y el santuario de la Antigua. Embutida en un edificio es una construcción cuadrangular de 13,20 metros por 8,60 metros. Está realizada en mampostería y se accede mediante un arco de medio punto realizado en sillería de caliza. Al fondo, en el trasaltar hay una vidriera con el motivo de San Juan Bautista (la imagen del santo se llevó a la ermita del mismo en el barrio rural de Gorosica. Guarda las imágenes de una virgen y un sagrado corazón de Jesús. El suele es de terrazo y carece de espadaña. Se restauró en 1975. Está asociada al antiguo hospital que se halla a su lado. Fue uno de los edificios quemados por las tropas francesas el 28 de agosto de 1794.
Ermita de Santa Clara
Sobre el promontorio que domina el puerto y el mar, en la denominada punta de Arta, halla la ermita de Santa Clara, formando parte del conjunto que servicio marítimo llamado La Atalaya, donde hay un puesto de radio y comunicaciones de servicio para las embarcaciones. La ermita actual fue levantada en 1958 tras ser destruida la anterior en la guerra civil de 1936. Se modificó su ubicación para poder levantar el edificio de servicio marítimo. Es una obra en sillería caliza de planta cuadrangular de 5 metros por 5,07 metros con cubierta a tres aguas y espadaña aneja que se corona con una cruz de cemento orientada según los puntos cardinales. El acceso se realiza mediante un gran arco apuntalado protegido por una reja de hierro, en el arco hay un bajorrelieve de un Cristo realizado en arenisca.
La devoción de Santa Clara está arraigada en Ondárroa, es la patrona de la cofradía de pescadores, el día de la santa se canta un himno de origen medieval que se estima fue compuesto sobre el siglo XIV o XV.
Ermita de San Juan Bautista de Gorosica
La ermita de San Juan Bautista de Gorosica, Gorozika en euskera, se ubica en el centro del pequeño núcleo rural conformado por unos pocos caseríos. Es una construcción rectangular de 13,20 metros por 12,48 metros realizada con aparejo de sillería de caliza en su parte inferior y mampostería en la superior con una cubierta a dos aguas y un pórtico en el lado del Evangelio en donde se sitúa una entrada, la otra en arco de medio punto está en la facha oeste, da acceso por debajo del coro que se halla a los pies del templo. Sobre el tejado, sobre el acceso de la parte oeste, se alza una pequeña espadaña de madera con una campana. El coro se apoya en sendas vigas talladas. Hay pila bautismal y junto a la nave se ha habilitado una sala de reuniones para el vecindario. En el interior se venera la imagen de San Juan procedente de la ermita de San Juan de casco urbano d Ondárroa. Antes había un San Martín y una santa Catalina. 
La fiesta es la de San Juan el 24 de junio y se realiza una hoguera ante la fachada principal. Se asocia a está ermita varias tradiciones curativas, una asociada con la verrugas (se acude tres viernes seguido, se limpian con agua bendita, se rezan tres avemarías para que desaparezcan), calmar el dolor de cabeza, asociada al culto de San Martín y también hace que los niños descansen bien.
Ermita de San Expedito, conocida como Santiespiritu
Esta construcción, adosada a la que fue colonia infantil de la empresa eibarresa de Alfa a mediados del siglo XX, es una construcción de planta rectangular de 11,25 metros por 5,15 metros con pavimento de madera y cubierta a tres aguas que descansa en tres cerchas. El acceso se realiza por una puerta en arco flanqueada por dos ventanas en su fachada sur. Fue una ermita particular perteneciente a la familia Cruceño y en 1945 la empresa Alfa la adquirió y renovó junto a la construcción de sus nuevo edificio de colonias. En el interior se conservan las imágenes de Santa Rita, La virgen del Carmen y un corazón de Jesús. La imagen del titula se predio en 1945.
Ermita de Nuestra Señora de Bidarte (en ruinas)
Situada en la subida al santuario de la Antigua desde el casco urbano actualmente está en ruinas. Es una pequeña construcción de 2,15 metros por 1,80 metros cubierta por una bóveda con un arco ligeramente apuntalado. está cubierta con tejado a dos aguas y tiene un pórtico soportado por columnas de cemento. En 1969 sufrió un incendio y la imagen de la virgen, realizada en piedra con un pez en la base, desapareció. La tradición dice que la imagen se hallo en una cueva situada en el paraje conocido como punta de Arta, justo debajo de la ubicación actual de la ermita de Santa Clara. En la actualidad hay una lápida con una bajorrelieve de María con Jesús en sus brazos en recuerdo de los fallecidos en la mar.
Ermita de Santa Ana (desaparecida)
La ermita de Santa Ana estaba ubicada en el barrio de Rentería al lado del caserío Andiketxe, se conserva el edificio dedicado a oros usos. De planta rectangular de aparejo de mampostería y vamos rematados en sillería está cubierta por un tejado a dos aguas. Tiene dos ventanas aspilleras.

### Otros monumentos
- Conjunto escultórico Orekatik bizia, realizado en 1994 dentro de las obras de acceso al puerto el conjunto escultórico Orekatik bizia (en castellano 'La vida a través del equilibrio') es obra del escultor de Berriatua Mikel Angel Lertxundi. Se ubica en la plaza creada sobre la playa y el puente de Calatrava. Es un tríptico de tres conjuntos, uno de madera, otro de piedra y otro de hierro, que se expande en el espacio de la plaza. El conjunto de piedra se sitúa, tomando como referencia la rosa de los vientos que hay en el suelo de la plaza, a la izquierda y se conforma de dos bloques de piedra prismáticos, uno vertical y otro horizontal con unas medidas de 29,35 x 2,12 x 5,45 metros. A la derecha se ubica el conjunto de hierro que también está formado por dos bloques de ese material con medidas de 1,55 x 1,04 x 5 metros. En lo alto, en el antepecho del tramo de escaleras que sube a la carretera, se sitúa el elemento de madera formado por dos bloques curvilíneos que activan el lugar, sus medidas son de 1,90x0,80x4,70 metros.[33]

- Monumento a la Libertad de Expresión / Monumento al Gudari: realizado en 1987-1988 por el artista local Xabier Laka es de piedra caliza y tiene unas medidas de 2x1x4 metro. Está formado por un cilindro vertical que va abriéndose desde su base hasta conformar una simétrica partición en la parte superior formando una "V" que muestra la cavidad cóncava interior viéndose hueca por un lado y redonda por el otro, lo que permite ver un cilindro dividido o la constitución de una doble figura geométrica. En su base hay una placa con la inscripción "Euskal Herriaren askatasunerako bidean burrkatu eta bizia" (en castellano "Luchar y vivir el camino hacia la libertad del País Vasco").[33]

- Busto de Agustín Zubikarai, ubicado en la plaza que lleva su nombre este busto realizado en bronce sobre un pedestal de piedra caliza fue realizado por Mikel Lertxundi en 1979 y ubicado en su lugar en 1992. Es una pieza sin elementos ornamentales con una gran expresividad y naturalidad. Hace honor al escritor ondarrés Agustín Zubikarai.[33]

- Monumento Askatasunaren indarra ('La fuerza de la libertad'), del escultor georgiano Djémal Bjalava, realizado en 1994 trabajando en plena vía pública. Fue un regalo de Djamal Bjalava al pueblo de Ondárroa.

- Monumento en honor a los oficios de las mujeres en el mar ubicado en la rotonda que da acceso al puerto fue realizado en 1994 por el escultor Casto Solano.

#### Monumentos de la guerra civil
Tras la guerra civil, en Ondarroa se levantaron dos monumentos a los caídos por la parte llamada "nacional", la mayoría de ellos muertos en el hundimiento del crucero Baleares. El principal se alzaba en el paraje conocido como Punta de Arta, en euskera Arta punta, otro se encuentra en el cementerio de la localidad siendo un panteón conmemorativo.
El monumento a los Caídos de Arta fue incluido en el año 2013 en el catálogo del Gobierno Vasco de símbolos franquistas a eliminar y el Instituto Gogora también solicitó su demolición. El primer monumento de este tipo se alzó en 1940 en el puerto de la localidad pero fue dañado por un temporal y el 1958 se alzó el que se mantuvo hasta 2019 en Arta punta. Con mayor o menor interés en su mantenimiento a lo largo del tiempo se mantuvo alzado incluso cuando las responsabilidades municipales recayeron, tras el fallecimiento de Franco, en el Partido Nacionalista Vasco y en la izquierda abertzale. 
Se trataba de una columna cilíndrica coronada con una cruz, en el fuste de la columna se hallaban los nombres de los 18 fallecidos en el buque de guerra franquista y la inscripción: 

A la memoria de los hijos de Ondárroa que heroicamente dieron su vida por Dios y por España en el crucero Baleares. Requetés. José Miguel Aldarondo, Domingo Aramayo, José María Arambarri, Bonifacio Aranzamendi, Pedro Araquistain, Pedro Bedialauneta, Domingo Bilbao, Antonio Burgoa, Indalecio Burgoa, Salvador Elu, Fermín Goyogana, Luis Iriondo, Gabriel Larrinaga, Angel Legarda, Andrés Osa, Celestino Saras, Francisco Urbieta, José Urquiaga.

El 13 de enero de 2019 la organización Ernai, próxima a Sortu, derribó el monumento y, posteriormente, puso una placa explicando el motivo de dicha acción. El ayuntamiento manifestó la intención de no restaurarlo y de levantar en el lugar un conjunto monumental que diera memoria de todos los ondarreses muertos en el mar.
En el cementerio de la localidad se construyó en 1948 un mausoleo en honor a los fallecidos en el crucero Baleares. El mausoleo, que se mantiene en la actualidad, está presidido por una alta y esvelta cruz en la que figuraban las fechas de las guerras carlistas entre la que estaba incluida la de la guerra civil de 1936-1939.

## Cultura

### Fiestas

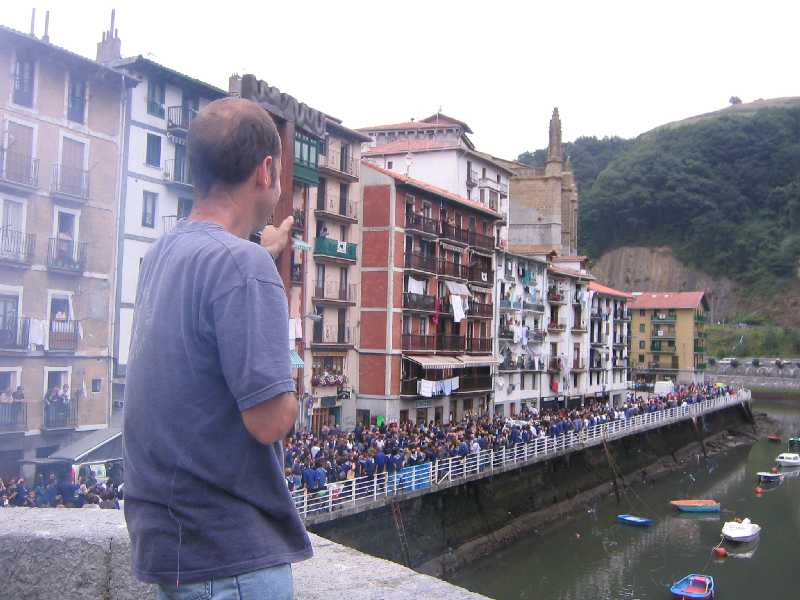
Celebración del Zapato Azule (sábado azul)

#### Carnavales (inauteriak)
En Ondárroa comienzan el sábado con la llegada del Lantzoi. El Lantzoi es un pez marino, el alevín o cría del pez aguja, que en Ondarróa se llama Akula). El martes, al acabarse la fiesta, se quema el Lantzoi, ya convertido en adulto, en Akula, y sus cenizas se arrojan al mar. Durante todo el sábado, el domingo y el martes, son numerosos los espectáculos y concursos.

#### Antxoa egune
Con la denominación de Antxoe egune, que se traduce por "día de la anchoa", se celebra esta fiesta el segundo sábado de mayo. Se preparan actividades relacionadas con la anchoa durante todo el día. Por la mañana se celebra un concurso de pinchos de anchoa, en el que participan restaurantes y bares de todo el País Vasco, y otro de filetes artesanales de la anchoa. Por la tarde se ofrece una degustación de pinchos de anchoa preparados por las sociedades gastronómicas de Ondárroa, desde Kantoipe y por toda la calle Nasa. También se lleva a cabo una representación del trabajo y del ambiente en una antigua fábrica de conservas, y un mercado de conservas de Ondárroa. Existe, igualmente, la posibilidad de probar bebidas típicas de la comarca de Lea-Artibai.
Por la noche se suele ofrecer un concierto de rock en la playa de Arrigorri.

#### Fiestas de Kamiñazpi
Kamiñazpi es un barrio de Ondárroa. Celebra sus fiestas el segundo fin de semana de junio. Aunque hay espectáculos para todas las edades, lo más destacable es el concierto de rock del sábado-noche.

#### San Juan
Aunque el 23 de junio se hacen pequeñas hogueras en muchas calles del pueblo, destacan las actividades del barrio de Gorozika. Además, de la hoguera y el ambiente festivo de la víspera, el mismo día de San Juan se celebra una bonita romería. Antes se celebra una misa donde se bendicen ramilletes de flores, frutos y hierbas, para que protejan las casas de las tormentas. La religión cristiana y las antiguas costumbres vascas se unen en este rito. Entre otros espectáculos hay juego de bolos, deportes rurales y danzas. En la actualidad, es el colectivo cultural y artístico Artelan el que organiza desde hace varias décadas la mayor hoguera y "akelarre" de la localidad.

#### Zapato Azule
El Zapato azule, cuya traducción al castellano es "sábado azul", es una fiesta popular que se festeja el último sábado de junio. Fue organizada por primera vez en 1998 por la asociación Bolo-bolo, que edita la revista del mismo nombre. Bolo-bolo organizó la fiesta hasta el año 2006 que pasó a Radixu Irratia, la radio local. 
El acto central es la Dina Martxi (Dina Martxa), una marcha en bicicleta desde Tolosa a Ondárroa realizada en honor a Dina Bilbao Barruetabeña, atleta local campeona de triatlón que desapareció, junto a su pareja Iñigo Ross Iztueta, en junio de 1997 en una travesía en catamarán en entre la isla de Granada y la de Antigua en el mar Caribe, que se recibe sobre mediodía en la parte vieja en medio de aplausos e irrintzis. También se organiza la feria de camisetas de Euskal Herria. La gente viste ropas de mahón de color azul, tradicionales del trabajo en la pesca, en medio de un ambiente festivo.
En 2013, dentro de su álbum Gora!, el grupo musical vasco Esne Beltza compuso el tema Zapatu azule que se pasó a convertirse en el fondo musical de la fiesta. Zapatu azule es ha calificado como un himno a la identidad y a la cultura local al exponer de una forma coloquial y expresiva la diversidad cultural propia de una población singular muy identificada con el trabajo en la mar. El color azul, que da nombre a la fiesta y a la canción, identifica el espíritu de trabajo ondarrés. Un canto a la fiesta y su significado profundo de la diferente simbología utilizada concentrado en una letra rica en simbolismo y emoción.
La letra dice: 
| Original en euskera | Versión de castellano |
| --- | --- |

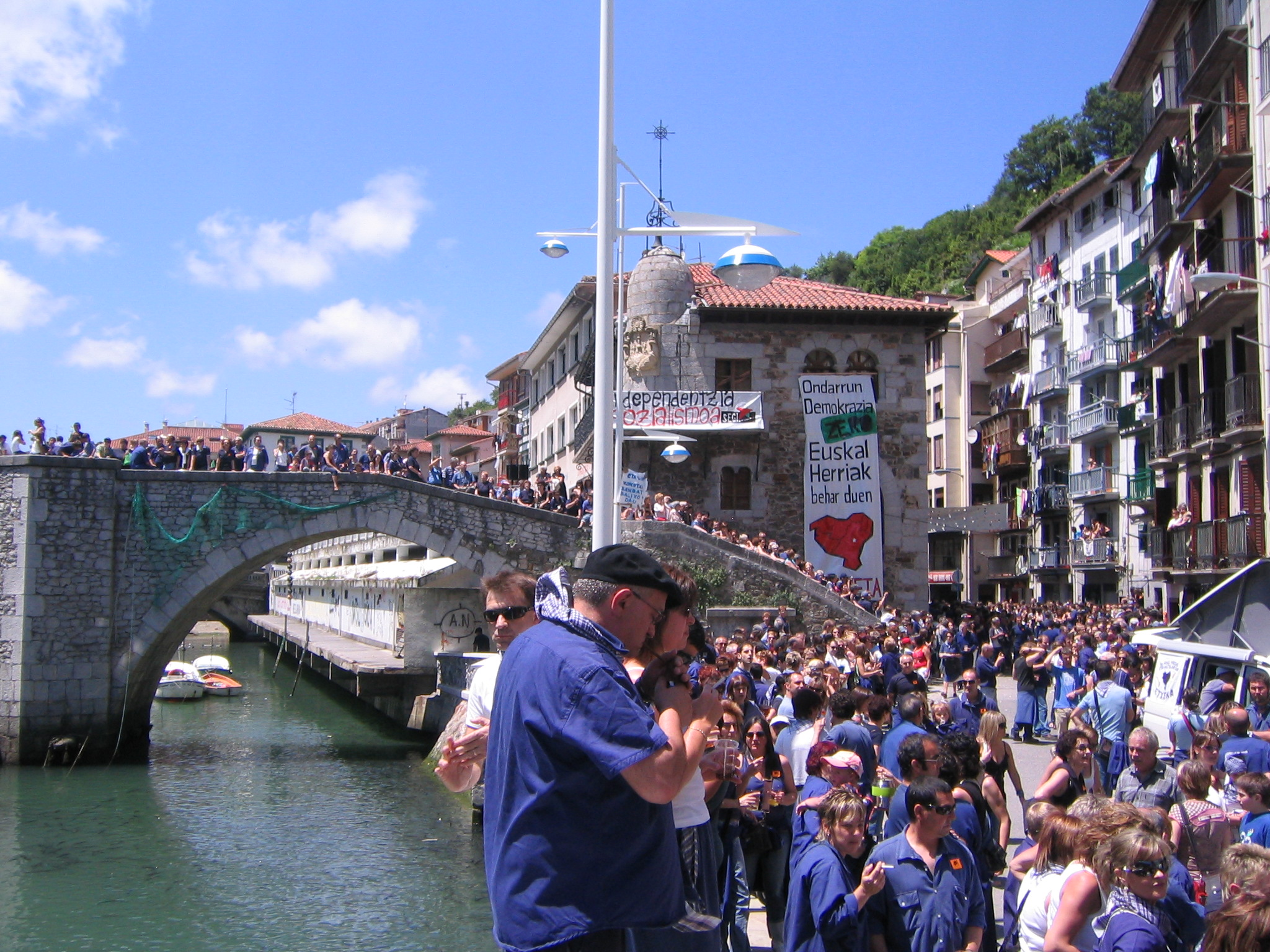
Zapato Azule

| Kili-kilixak etxestazuz atzamartxukin ulin Hain matxagarri zaz arrantzalin erropa azulin! Eta biztuxun Radixu Pasakorou Geu bixok Auiminyulinblu Faltaten dizenak gogun hartute kalin barrena Herritxik sorturana baño ez ei de herrixana Eta biztuxun Radixu Pasakorou Geu bixok Auiminyulinblu Eta jaixan lo bailao bailao esta klaro" gelditxu daixule Behintzat ez eixule esan gero aurrez abisa ez netsule Seguru na ta zeuri be barrurarte ailako gatsule Ondarru kolorez janzten daben Zapato Azule! | Me haces cosquillas con los dedos en el pelo ¡Estás tan encantador con la ropa azul de pescador! Y pon "Radixu" (nombre de la radio local de Ondárroa) Nosotros dos Lo pasaremos "Auiminyulinblu" (expresión creada para la pieza) Aquellos que faltan están siendo recordados por las calles Lo que surge del pueblo dicen que es del pueblo Y pon "Radixu" (nombre de la radio local de Ondárroa) Nosotros dos Lo pasaremos "Auiminyulinblu" (expresión creada para la pieza) Y que de fiesta os quede claro que "lo bailao, bailao está" Por lo menos no digas luego que no te lo avisé Estoy seguro que a ti también te va a llegar hasta dentro ¡Zapatu Azule viste a Ondarroa de colores! |

- Tema Zapatu Azule de Esne Beltza

#### Ciclo musical Pedro María Unanue
Se desarrolla durante todos los fines de semana de julio y el primero de agosto. Organizado por el Ayuntamiento de Ondárroa y con la ayuda de diversas organizaciones públicas y privadas. Se ofrecen conciertos de alto nivel: galas líricas, conciertos de piano, corales, metal y orquestas.

#### Santiagos
El 24 y el 25 de julio, la Casa de Galicia de Ondárroa organiza diversos espectáculos en la plaza Itsasaurre. Es una buena oportunidad para saborear productos típicos gallegos.

#### Mercado de productos de Lea-Artibai
Se organiza el primer sábado de agosto, con regatas incluidas.

#### Fiestas de Andra Mari

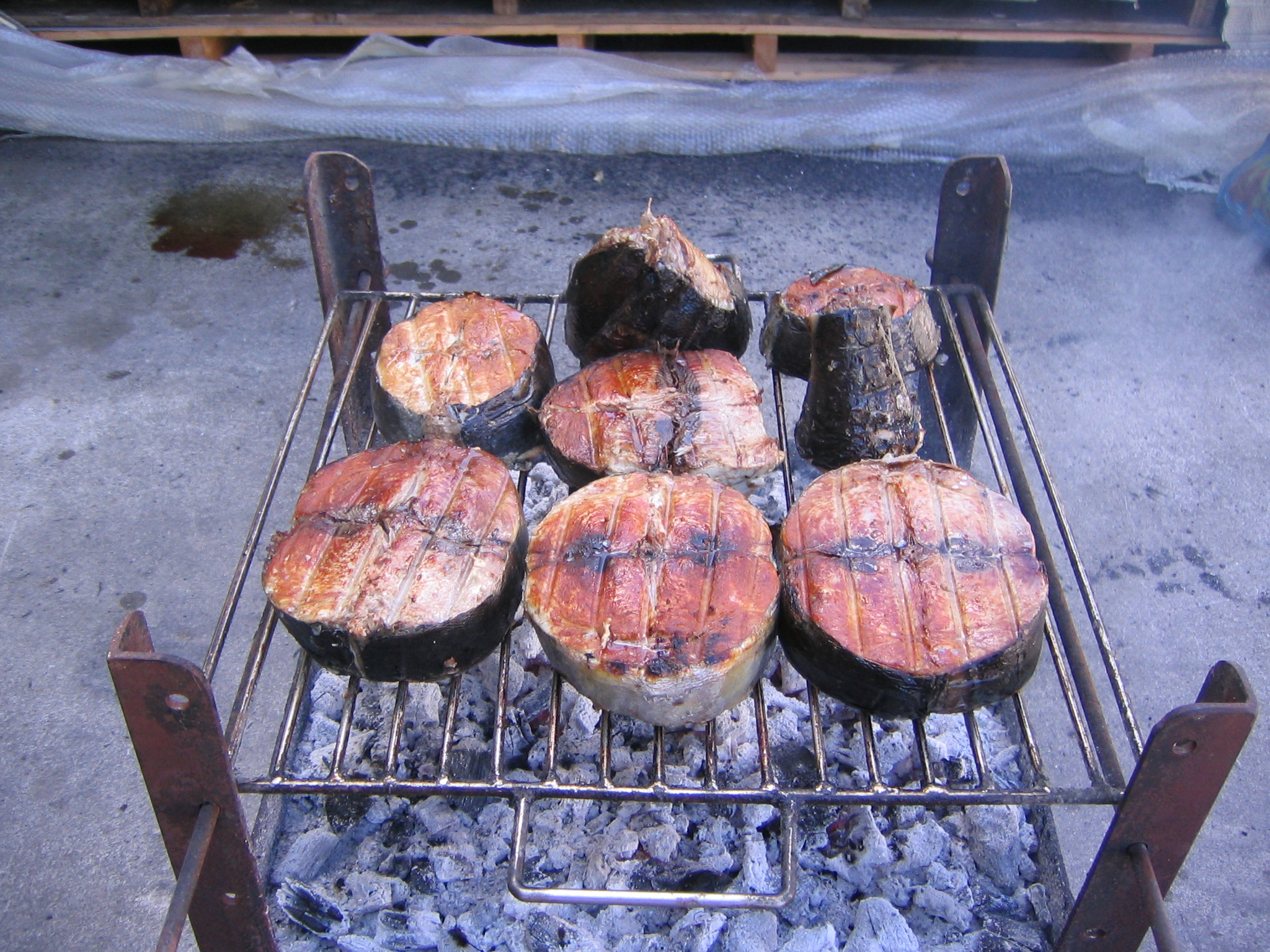
Bonito a la parrilla (en ondarres al ojael)

Son las fiestas patronales de Ondárroa que se celebran en honor a la Virgen de la Antigua, patrona de la localidad, el día 15 de agosto.
Aunque desde finales de julio se vienen realizando diversos actos, las fiestas suelen ser del 14 al 17 de agosto. En ellas participan los grupos culturales y deportivos locales, ya que se encargan de los pasacalles de chistularis, tamborradas, gigantes y cabezudos, concurso de marmitaco, carreras ciclistas, partidos de fútbol o demostraciones de danzas. Hay conciertos de grupos de rock, comidas populares, charangas, fuegos artificiales, conciertos de mariachis o zona especial de las actividades para los pequeños.
En el 2002 se incorporó, por iniciativa de la comisión de las txoznas y la Gazte Asanblada (Asamblea de Jóvenes), el Gazte Eguna (Día de los Jóvenes) para el 13 de agosto, jornada en la que bajan de lo alto de la iglesia a la Casa de los Jóvenes (Gaztetxe) a Turubi, un personaje que hace de hija de Leokadi (ver más adelante). Este día muchos de los jóvenes locales se visten camisetas de un mismo color y participan en el pasacalles con pegada de carteles, la comida popular, los juegos o la discoteca callejera. Todo organizado por los mismos jóvenes que disfrutan de la fiesta.
El día 14, la víspera de fiesta, se celebra la salve; después hay un pasacalles con bertsolaris y más tarde la Tamborrada, que la organiza la Ikastola Txomin Aguirre. Pasa por las calles desde Kamiñazpi hasta llegar a Itsasaurre y después da la vuelta hasta acabar en la plaza de la Música (cerca del ayuntamiento y de la iglesia).
La fiesta empieza en la noche del 14 al 15 de agosto con la bajada de Leokadi, que baja por la iglesia de Santa María en compañía de su séquito y del Kortxeleko mamuak envuelta por una nube de humo por la traca inicial. El día 15, día grande de las fiestas, se celebran partidos de Pelota y hay pasacalles; los niños pasan disfrazados y van pegando a la gente por las calles. Por la noche es la exhibición de fuegos artificiales. Todas las luces del puerto se apagan para poder contemplarlo mejor.
El día 16 es San Roque, se celebra el «día de las cuadrillas» que se disfrazan. El 17 es el día grande junto con el día 15 que es el de la Virgen, el Arrantzale Eguna (cuya traducción al castellano se "día del pescador"); donde la gente va vestida de azul mahón (tradición que se lleva desde 1957) y comer junto con los amigos en las bodegas del puerto un menú a base de marmitaco y bonito asado. Ese día por la mañana pasan los chistularis por el pueblo; al mediodía hay pasacalles en el casco viejo (uno de los momentos más emotivos de toda la fiesta). A la tarde en el Puente Viejo, se celebra la tradición más popular y la que reúne a más gente, la cucaña (consiste en correr descalzo por un mástil de madera recubierto de sebo (grasa para que resbale) colocado de forma horizontal y casi paralela a la superficie del agua, con el objeto de coger la bandera que se sitúa en el extremo). También se lleva a cabo el juego de «gansos» (consiste en la colocación de dos mástiles a ambos lados de la ría y en el cual se coloca una cuerda de la que pende un ganso (actualmente de goma, antaño vivos) que hay que cogerlo por el cuello y aguantar la izada de la cuerda y la posterior caída al agua sin soltar la presa el mayor número de veces). Por la noche, antes de la medianoche, hay otra vez los fuegos y a las 12 de la noche, Leokadi, vuelve a su hogar con gran pena y llorando, contando a los ondarreses y visitantes cómo se lo ha pasado y la fiesta finaliza.
Desde el año 2005 se vienen realizando dos programas de fiestas paralelos, uno el del ayuntamiento y otro el llamado "Herritarran Andramaixak" (Andramaris del Pueblo), organizadas por la Izquierda Abertzale y su entorno, mayoritario en el pueblo y sin representación municipal por su ilegalización.

#### Mercado medieval
En 2002, con motivo de la celebración del 675 aniversario de Ondárroa, se organizó el primer mercado medieval. Se repitió al de dos años, en 2004, y se volvió a celebrar el 20 de septiembre de 2008, víspera del atentado que hubo en la comisaría de la Ertzaintza de Ondárroa. No se organiza anualmente por el esfuerzo que supone para muchas personas.
Las asociaciones ondarresas preparan diversas actividades (conciertos, danzas, representaciones...) y muchos se disfrazan de época.

### Euskera
La lengua principal hablada por la mayoría de la población de Ondárroa, 76,70% en el año 2021, es el euskera en su variedad propia y el castellano. El ondarrés es una variedad del vasco occidental o vizcaíno. La particularidad ondarresa está muy influenciada por la mar y la pesca habiendo multitud de palabras y expresiones relacionadas con ellas. 
- Para indicar las condiciones del mar: haize berde (viento verde), ipar beltz (norte negro), kalma zuri (calma blanca), olatu urdin (ola azul), erreka haize gorrizka (río de viento rojo).

- Usar nombres de animales marinos para describir cosas y personas: antxoa txikia (anchoa pequeña en referencia a pene de niño), langzoia (desconocido).

- Otras expresiones: Zeure durdoak ("Tus durdos" para negar algo), Legatza atrapatu ("coger una merluza" emborracharse), Antxoa txikiak baino kontrario gehiago ("Más adversarios que anchoas pequeñas" en referencia a tener muchos enemigos), Santoña Ameriketara ("de Santoña a América" en referencia a ir muy lejos), Amua ezpainean ("el anzuelo en los labios" en referencia a desconfiar), Itsaso betekoa  ("Mar lleno" para referirse a algo grande).[40]

### Deporte

#### Aurrerá Ondarroa
En 1921 se fundó el equipo de fútbol Aurrerá Ondarroa. Ha ganado cuatro títulos de la División de Honor Regional de Guipúzcoa y una de la División de Honor Regional de Vizcaya, y en la actualidad juega en el Grupo IV de la Tercera División. Por sus filas han pasado algunos jugadores que más tarde han recalado en el Athletic Club o en la Real Sociedad como Iñigo Martínez, Eñaut Zubikarai, Aritz Solabarrieta u Óscar Artetxe.

#### Club de Remo Ondarroa
En la Cofradía de Pescadores de Ondarroa se encuentra conservada la primera bandera de regatas que se conserva en Euskadi, datada del año 1865. Ondarroa, pueblo con raíces de mar, fundó su propio club de remo en 1973. En la actualidad el club cuenta con más de cien remeros y remeras en sus distintas categorías. Presente en diversos campeonatos nacionales de traineras, como la célebre Bandera de La Concha, entre los títulos que ostenta son 3 campeonatos de Vizcaya de traineras (1994, 1996 y 1997), 3 banderas de Castro Urdiales (1994, 1997 y 2001), 2 banderas de Ondarroa (1994 y 1995), 1 bandera Villa de Bilbao (2001) y 1 bandera Ciudad de Avilés (2011).

## Localidades hermanadas
Ondarroa está hermanada con dos poblaciones:
- Santa Flavia (Italia)
- Bojador (República Árabe Saharaui Democrática)